# آشوربانيبال
آشور بانيبال ، تهجى أيضًا أسور بانيبال (بالأكدية:  معناه: «آشور أنجب ابنًا وريثًا») عرفه اليونانيون باسم «ساردانابالوس»، وسمي في التوراة بـ«أوسنابير». مَلِك الإمبِراطورية الآشورية الحَديثة ورابِع مِلوك السُلالة السَرجونية، حكم آشور 37 سنة منذ وفاة والده أسرحدون عام 668 قبل الميلاد إلى وفاته عام 631 قبل الميلاد. يُذكر آشور بانيبال، على أنه آخر ملوك آشور العظماء.
في وقت حكم آشور بانيبال، كانت الإمبراطورية الآشورية الحديثة أكبر إمبراطورية شهدها العالم على الإطلاق، كان آشور بانيبال حفيد سنحاريب، وأبن آسرحدون والذي اختاره وريثًا عام 672 قبل الميلاد على الرغم من أنه ليس الابن الأكبر، صعد أشور بانيبال إلى العرش عام 669 قبل الميلاد بالاشتراك مع أخيه الأكبر شمش شوم أوكين، الذي أصبح ملكًا على بابل. قضى الكثير من السنوات الأولى من حكمه في محاربة التمردات في مصر، التي غزاها والده.
أعظم حملات آشور بانيبال كانت تلك الموجهة نحو عيلام، العدو القديم لآشور، وضد أخوه شمش شوم أوكين، الذي كان يتوقع أن يكون مساوياً لأشور بانيبال وبدأ يستاء من السيطرة المتعجرفة التي كان أخوه الأصغر يحملها عليه. هُزمت عيلام في سلسلة من الحملات التي قادها آشور بانيبال عام 665 قبل الميلاد و 647-646 قبل الميلاد، وبعدها دمرت مدن عيلام وذبح أهلها، وبقيت الأرض قاحلة وبلا حماية. ثم تمرد شماش شوم أوكين في عام 652 قبل الميلاد وشكل تحالفًا من أعداء آشور للقتال إلى جانبه ضد آشور بانيبال، ولكن هزمه آشور بانيبال بعدها أمتد سلطانه 37 سنة وطالت شهرته كفاتح وملك بحيث عُرف بلقب «مَلِك الْعَالِم»، رفع آشور إلى ذروة العظمة التي لم تعهدها في تاريخها، ولكنه اشتهر، بصورة خاصة، باهتمامه بالإنجازات السلمية وتشجيعها، فشيّد في نينوى قصراً رائعاً، تزيّن بعض جدرانه الداخلية المنحوتات النافرة الجميلة والتماثيل الرائعة، وأسس المدارس، وشقّ الطرقات وعبّدها، وشيد المباني العامة.
أشتهر آشور بانيبال ببناء مكتبته العَظيمة، وهي أول مكتبة منظمة بشكل منهجي في العالم. اعتبر الملك نفسه أن المكتبة، التي تضم أكثر من 30 ألف لوح طيني مع نصوص من عدة أنواع، بما في ذلك الوثائق الدينية والكتيبات وقصص بلاد ما بين النهرين التقليدية، هي أعظم إنجازاته. مكتبة آشور بانيبال هي السبب الرئيسي وراء بقاء نصوص مهمه مثل ملحمة جلجامش على قيد الحياة حتى يومنا هذا.

## خلفية
ربما كان آشور بانيبال الابن الأكبر الرابع للملك أسرحدون، وهو أصغر من ولي العهد سن نادين أبلي والابنين الآخرين شماش شوم أوكين وشماش ميتو أوباليت. كما أن لديه أخته الكبرى، سيروا إتيرات، والعديد من الإخوة الأصغر. توفي سن نادين أبلي بشكل غير متوقع في عام 674 قبل الميلاد، وسرعان ما بدأ أسرحدون، الذي كان حريصًا على تجنب أزمة الخلافة، حيث اعتلى العرش بصعوبة كبيرة، في وضع خطط جديدة للخلافة. تجاوز اسرحدون الابن الأكبر الثالث، شماش-ميتو-أوباليت، ربما لأن هذا الأمير كان يعاني من سوء الحالة الصحية.

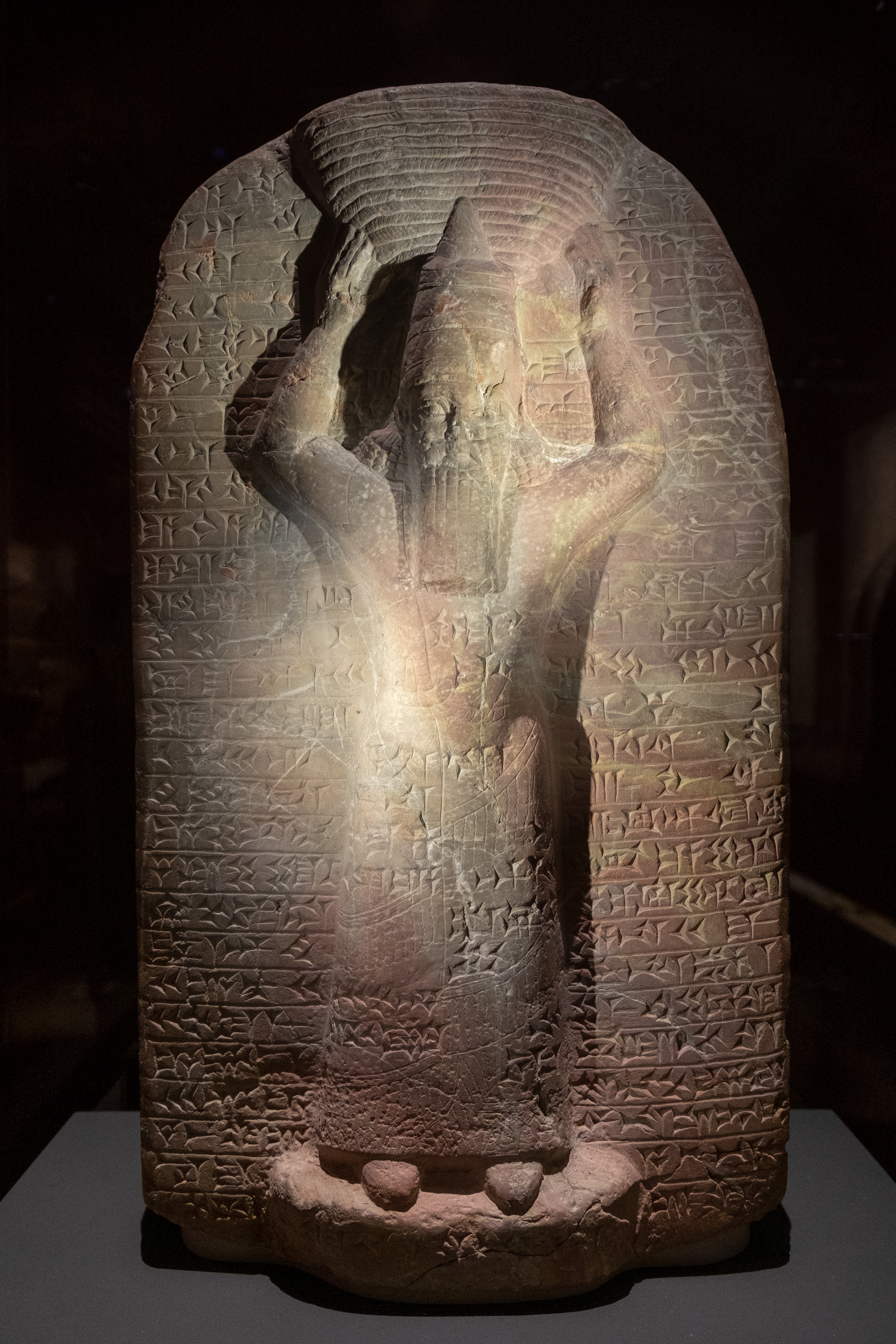
يُصور آشور بانيبال على أنه باني المَعابد ، ومرمم ضريح إنكي في معبد مردوخ في بابل، 668-655 قبل الميلاد. المتحف البريطاني.

في مايو 672 قبل الميلاد، عين آسرحدون آشور بانيبال وريثًا لآشور وشماش شوم أوكين وريثًا لبابل. وصل الأميران إلى العاصمة نينوى معًا وشاركا في احتفال مع ممثلين مَمالك أجانب ونبلاء وجنود آشوريين. كان التَتويج لأحد أبنائه وريثاً لآشور والآخر وريثاً لبابل فكرة جديدة. على مدى العقود الماضية كان الملك الآشوري ملكاً لبابل في نفس الوقت. ربما قرر أسرحدون تقسيم ألقابه بين أبنائه منذ أن قتل إخوته والده سنحاريب وحاولوا الاستيلاء على العرش بعد إعلان أسرحدون وريثًا له قبل عقود. من خلال تقسيم حكم الإمبراطورية، ربما كان قد توقع تجنب مثل هذه الغيرة والتنافس.
اختيار تسمية الابن الأصغر وليًا للعهد في بلاد آشور، والذي كان من الواضح أنه اللقب الأساسي لأسرحدون، والابن الأكبر كولي للعهد في بابل يمكن تفسيره من قبل والدات الابنين. بينما كانت والدة آشور بانيبال آشورية على الأرجح، كان شمش شوم أوكين ابنًا لامرأة من بابل (على الرغم من أن هذا غير مؤكد، ربما يكون أشور بانيبال وشاماش شوم أوكين يتشاركان نفس الأم) والذي كانَ من المُمكن أن يكون له عواقب إشكالية إذا صعدَ شمش شوم أوكين إلى العرش الآشوري. بما أن آشور بانيبال كان الابن الأكبر التالي، فقد كان بعد ذلك المرشح الأعلى للعرش. قد يكون آسرحدون قد ظن بعد ذلك أن البابليين سيكونون راضين عن شخص من التراث البابلي كملك لهم وعلى هذا النحو عين شمش شوم أوكين ليرث بابل والأجزاء الجنوبية من إمبراطوريته بدلاً من ذلك. المعاهدات التي وضعها اسرحدون غير واضحة إلى حد ما فيما يتعلق بالعلاقة التي كان ينوي أن تكون بين ولديه. من الواضح أن آشور بانيبال كان الوريث الأساسي للإمبراطورية وأن شماش شوم أوكين كان يقسم له قسم الولاء لكن أجزاء أخرى تحدد أيضًا أن آشور بانيبال لم يكن يتدخل في شؤون شماش شوم أوكين مما يشير إلى وجود مساواة أكثر.
بعد أن تم تعيين آشور بانيبال وليًا للعهد، بدأ يعد نفسه ليكون ملكًا من خلال مراقبة والده وتعلم آداب السلوك ودراسة التكتيكات العسكرية. عمل آشور بانيبال أيضًا كخبير تجسس، حيث جمع تقارير لوالده بناءً على المعلومات التي تم جمعها من العملاء في جميع أنحاء الإمبراطورية الآشورية. تلقى تعليمه على يد الجنرال نابو شار أوسر والكاتب نابو آهي إيريبا وطور اهتمامًا بالأدب والتاريخ. لقد أتقن ولي العهد الكتابة والمعرفة الدينية وأصبح بارعًا في قراءة لغته الأم الأكادية واللغة السومرية. وفقًا لروايات آشور بانيبال اللاحقة (تمثل حولياته المصادر التاريخية الرئيسية لحكمه)، فقد فضّله إسرحدون على بَقيت أبنائه بسبب ذكائه وشجاعته.
ولأن اسرحدون كان مريضًا باستمرار، فقد وقعت الكثير من الواجبات الإدارية للإمبراطورية على آشور بانيبال وشماش شوم أوكين خلال السنوات القليلة الماضية من حكم والدهما.  عندما غادر أسرحدون للحملة ضد مصر، أصبح آشور بانيبال مسؤولاً عن شؤون البلاط، وعند وفاة والده عام 669 قبل الميلاد، تم نقل السلطة الكاملة إلى آشور بانيبال دون وقوع أي حوادث.

## الحُكم

### أسطوانة رسام
هي أسطوانة مسمارية، تشكل مسلة ذات 10 جوانب، كتبها الملك الآشوري آشوبانيبال في 643 قبل الميلاد. تم اكتشاف الاسطوانة في قصر نينوى الشمالي على يد عالم الاثر العراقي هرمز رسام عام 1854 ومن هنا جاءت تسميتها. تعتبر من أكثر السجلات اكتمالاً من بين سجلات الملك اشوربانيبال وهي موجودة في المتحف البريطاني.

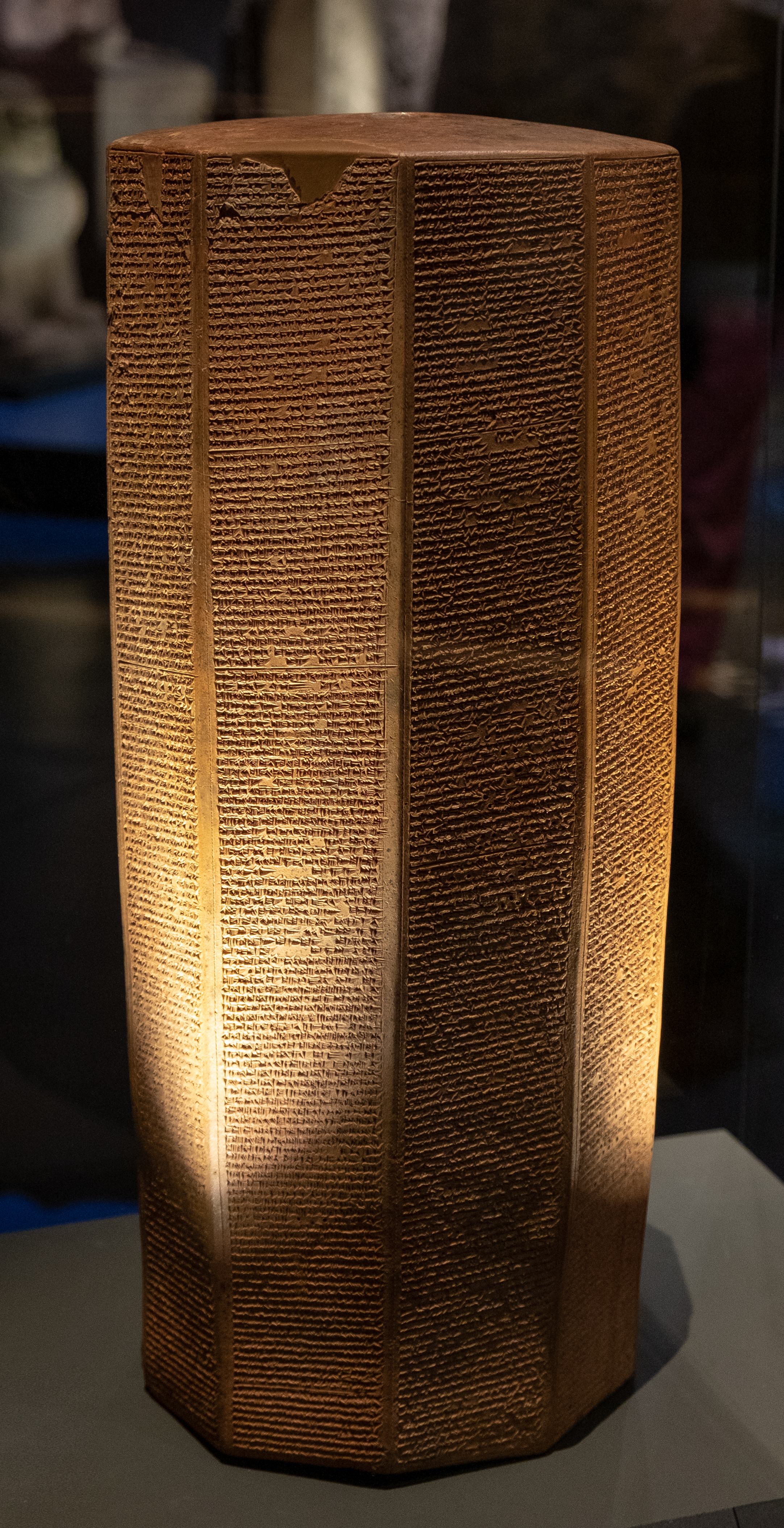
أسطوانة رسام ، 643 قبل الميلاد. المتحف البريطاني.

#### المُحتَوى
تصف الأسطوانة بالتفصيل تسع حملات عسكرية لآشوربانيبال. تم سرد محتوى الأسطوانة على النحو التالي:
1- مقدمة، حساب موافقة آشوربانيبال.
2- الحرب المصرية الأولى ضد طهارقة.
3- الحرب المصرية الثانية ضد تنوت أماني.
4- فتح صور وموت بعل ملك صور.
5- رحلة استكشافية ضد أحصير ملك أورارتو.
6- حملة ضد تيومان ملك عيلام.
7- حرب ضد شمش شوم أوكين من بابل، شقيق آشوربانيبال.
8- الحرب الأولى مع أومانالداس ملك عيلام.
9- الحرب الثانية مع أومانالداس ملك عيلام.
10- رحلة استكشافية ضد أوت، ملك العرب.
11- القبض على أومانالداس ملك عيلام.
12- سفارة من استار دوري ملك اوراراتو.
13- ترميم قصر سنحاريب في نينوى.
وانتهاء، «تاريخ الكتابة».
- محتوى اسطوانة الرسام 

### الحُكم المَُبَكر والحَملات المَصرية

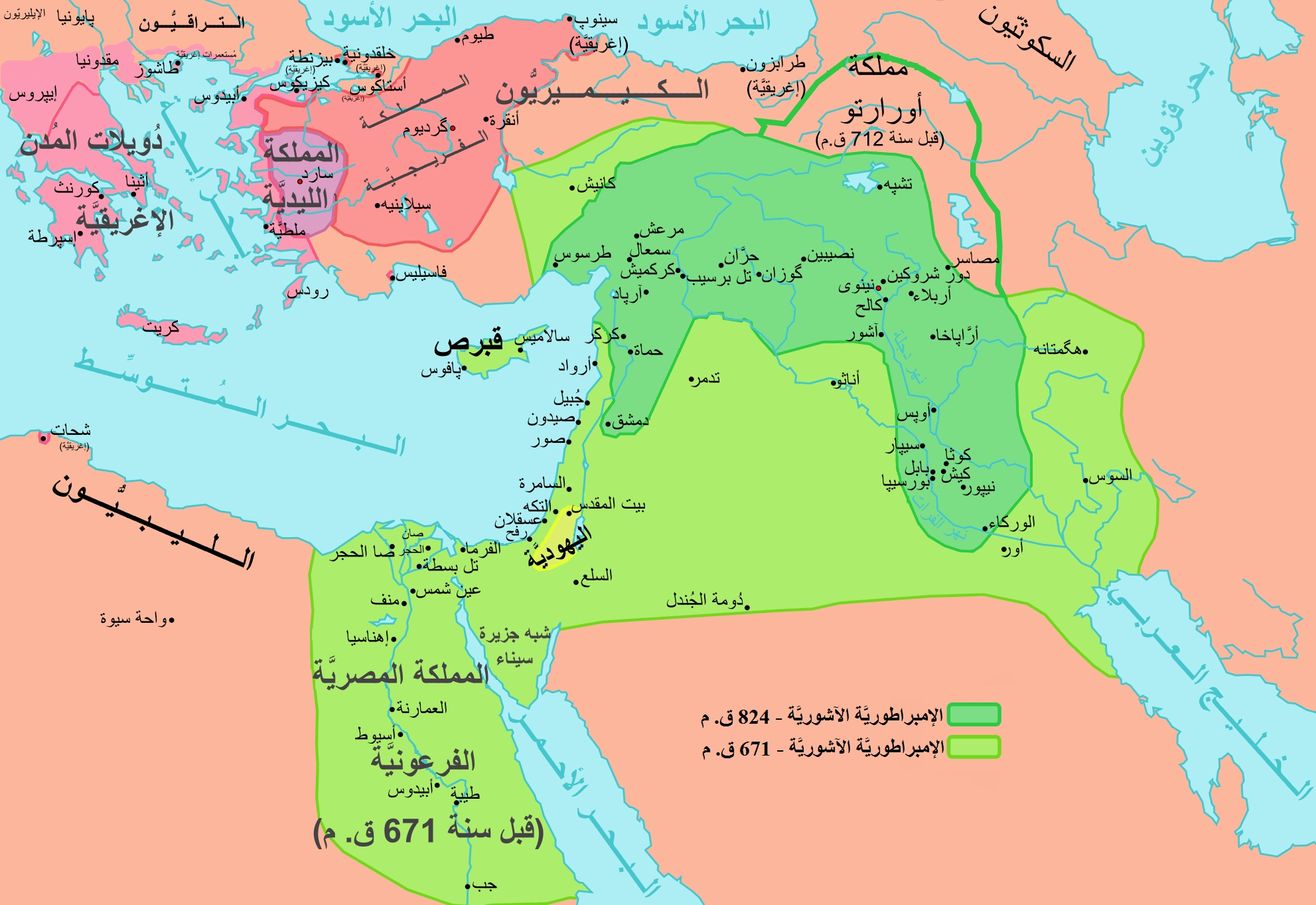
الإمبراطورية الآشورية الحديثة عام 671 قبل الميلاد، بعد الغزو الناجح لأسرحدون (والد آشور بانيبال وسلفه) لمصر.

بعد وفاة أسرحدون في أواخر عام 669 قبل الميلاد، أصبح آشور بانيبال ملكًا آشوريًا وفقًا لخطط خلافة والده. في ربيع العام التالي، تم تنصيب شمش شوم أوكين ملكًا على بابل وأعاد تمثال (بيل، أو مردوخ، إله بابل) إلى المدينة، الذي سرقه جده الملك سنحاريب قَبلَ عشرين عام. سيحكم شماش شوم أوكين في بابل لمدة ستة عشر عامًا، على ما يبدو في الغالب سلمياً فيما يتعلق بأخيه الأصغر، ولكن كانت هناك خلافات متكررة حول المدى الدقيق لسيطرته.  على الرغم من أن نقوش اسرحدون تشير إلى أنه كان ينبغي منح شمش شوم أوكين كامل بابل للحكم، إلا أن السجلات المعاصرة تثبت بشكل قاطع فقط أن شماش شوم أوكين احتفظ ببابل نفسها ومحيطها. تجاهل حكام بعض المدن البابلية، مثل نيبور وأوروك وأور، والحكام في أرض البحر (أراضي الاهوار في جنوب سومر، بالقرب من شواطئ الخليج العربي)، تجاهل الجميع وجود ملك في بابل ورأوا آشور بانيبال ملكا لهم.
بعد أن تم تنصيبه هو وشقيقه بشكل صحيح كملكين، حول آشور بانيبال انتباهه نحو مصر. تم غزو مصر من قبل أسرحدون في 671 قبل الميلاد، وهي واحدة من أعظم إنجازات والد آشور بانيبال. على الرغم من أن أسرحدون قد عيّن حكامًا مخلصين مسؤولين عن الأراضي المصرية الجديدة واستولى على معظم البلاط الملكي المصري، بما في ذلك ابن وزوجة الفرعون، إلا أن الفرعون طهارقة قد فر إلى مملكة كوش في الجنوب.

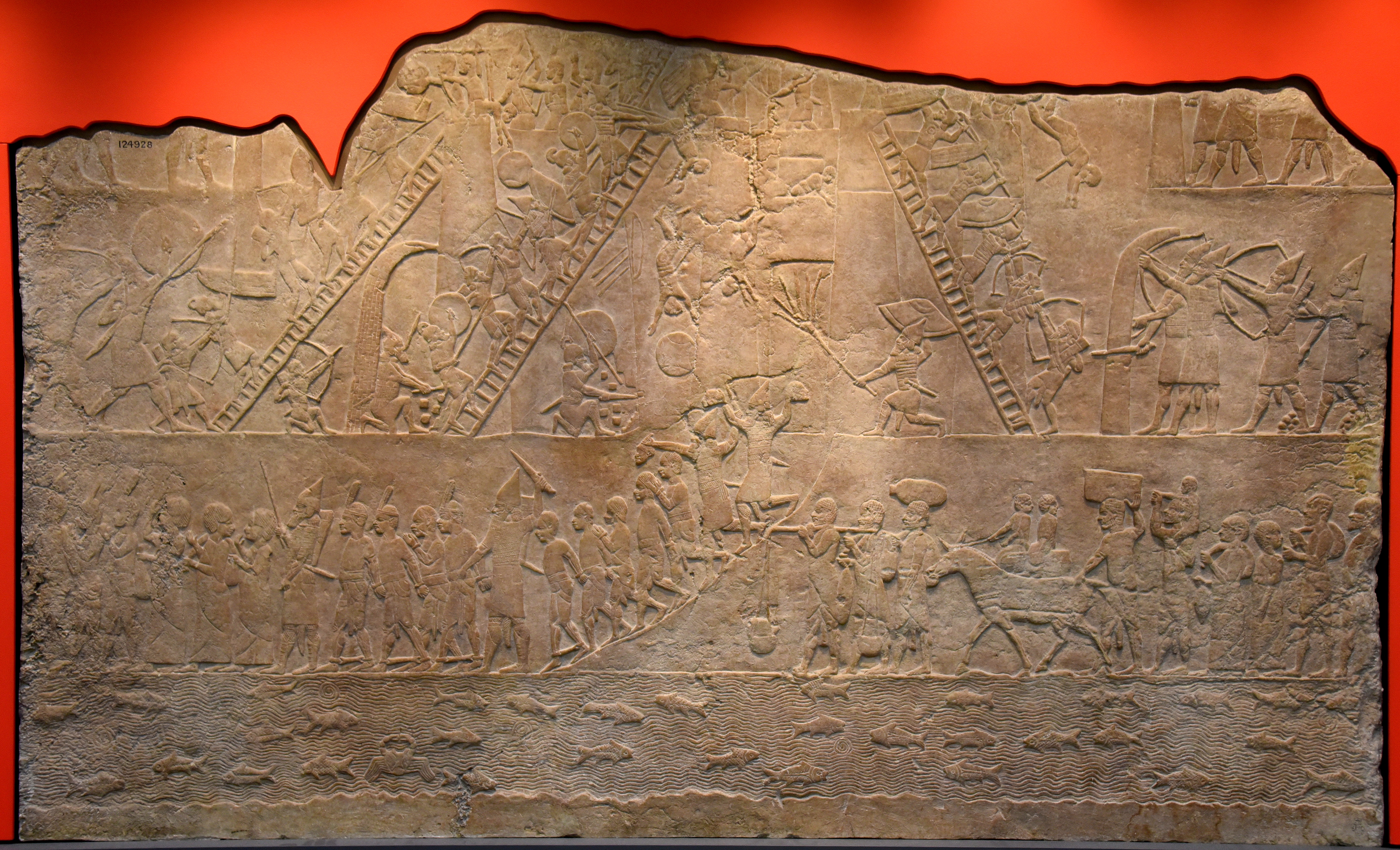
حصار الأشوريين لمدينة مصرية محصنة (ربما ممفيس)، أثناء الفتح الآشوري لمصر عام 667 قبل الميلاد. منحوتة في 645-635 قبل الميلاد، تحت حُكم آشور بانيبال. المتحف البريطاني.

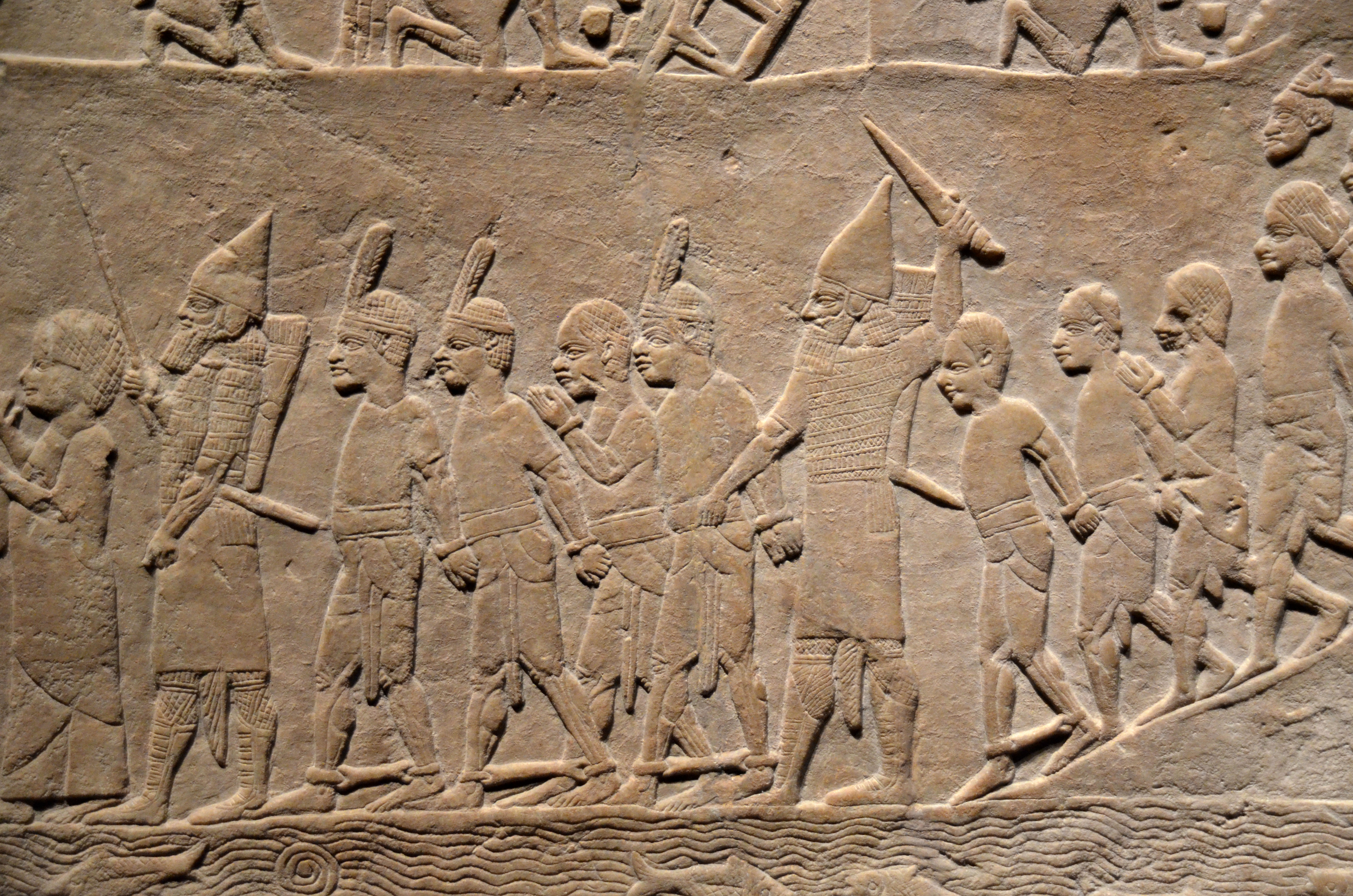
سجناء مصريون برفقة حراس آشوريين خارج المدينة المصرية. المتحف البريطاني.

في عام 669 قبل الميلاد، عاد طهارقه للظهور من الجنوب وألهم مصر لمحاولة تحرير نفسها من سيطرة أسرحدون. تلقى أسرحدون مَعلومة عن هذا التمرد وعلم أنه حتى بعض حكامه الذين عينهم في مصر توقفوا عن دفع الجزية له وانضموا إلى المتمردين.  وكان أسرحدون قد سار لهزيمة هذا التمرد لكنه مات قبل أن يصل إلى الحدود المصرية. لقمع التهديد، غزا آشور بانيبال مصر في عام 667 قبل الميلاد، زحف الجيش الآشوري جنوبا حتى طيبة، إحدى عواصم مصر القديمة، ونهب العديد من المدن الثائرة. تسجل أسطوانة رسام التي وضعها آشوربانيبال ما يلي:
في حملتي الأولى، سارعت ضد مجان، وملوحة، وطهارقة، ملك مصر وإثيوبيا، الذي هزمه أسرحدون، ملك أشور، الأب الذي أنجبني، وأخذ أرضه تحت سيطرته. نسى هذا الطهارقة قوة آشور وعشتار والآلهة العظماء الآخرين، آلهتي، ووضع ثقته في قوته. انقلب على الملوك والأوصياء الذين عينهم أبي في مصر. دخل وأقام فيها ممفيس، المدينة التي احتلها والدي ودمجها مع الأراضي الآشورية.
توقف التمرد وعين أشور بانيبال حاكمًا تابعًا له في مصر، نخو الأول، الذي كان ملكًا لمدينة سايس، وابن نخو بسامتيك الأول، الذي تلقى تعليمه في العاصمة الآشورية نينوى في عهد أسرحدون.
غادر آشور بانيبال مصر بعد فوزه. وهكذا كان يُنظر إلى البلاد على أنها ضعيفة، وغزا ابن شقيق طهارقة وخليفته المعين تانتاماني مصر على أمل إعادة عائلته إلى العرش. التقى بقوات نخو في ممفيس، العاصمة المصرية، وعلى الرغم من هزيمة تانتاماني، إلا أن نخو مات أيضًا في المعركة. سرعان ما تحول الوضع لصالح تانتاماني حيث انتفض المصريون إلى جانبه ضد بسامتيك الذي هرب إلى الاختباء. بسماع ذلك، سار آشور بانيبال مرة أخرى بجيشه إلى مصر وهزم تانتاماني. في عام 663 قبل الميلاد، نُهِبَت طيبة، معقل الكوشيين في مصر، للمرة الثالثة في أقل من عقد من الزمان، وتخلى تانتاماني عن الحملة وهرب عائداً إلى كوش.
جعل آشور بانيبال بسامتيك الأول الفرعون الكامل لمصر عام 665 قبل الميلاد ومنحه حاميات آشورية في جميع أنحاء مصر. وشهدت السنوات القليلة التالية آشور بانيبال مَشغولاً في أماكن أخرى، قاد جيشه في الأناضول ضد تابال، وفي الشمال ضد أورارتو، وفي الجنوب الشرقي ضد عيلام. مع وَضع القليل من الاهتمام لمصر، ستنزلق المملكة ببطء من السيطرة الآشورية دون الحاجة إلى صراع دموي.

### الحَملة العَيلامية الأولى

تم هزيمة عيلام من قبل جيوش آشور بانيبال في معركة أولاي عام 653 قبل الميلاد. يُظهر النقش الضخم (يمين) دفع الجيش العيلامي إلى نهر أولاي. المتحف البريطاني.

في عام 665 قبل الميلاد، شن الملك العيلامي أورتاك هجومًا مفاجئًا على بابل، ولكن تم صَدُه وأرجاعه بنجاح إلى عيلام، ومات بعد ذلك بوقت قصير. خلف تيومان أورتاك كملك لعيلام، والذي لم يكن على صلة بالملك السابق وكان عليه تثبيت حكمه بقتل منافسيه السياسيين. هرب ثلاثة من أبناء أورتاك، المنافسين الرئيسيين المطالبين بالعرش العيلامي، إلى آشور وآواهم آشور بانيبال، على الرغم من مطالبة تيومان بإعادتهم إلى عيلام.

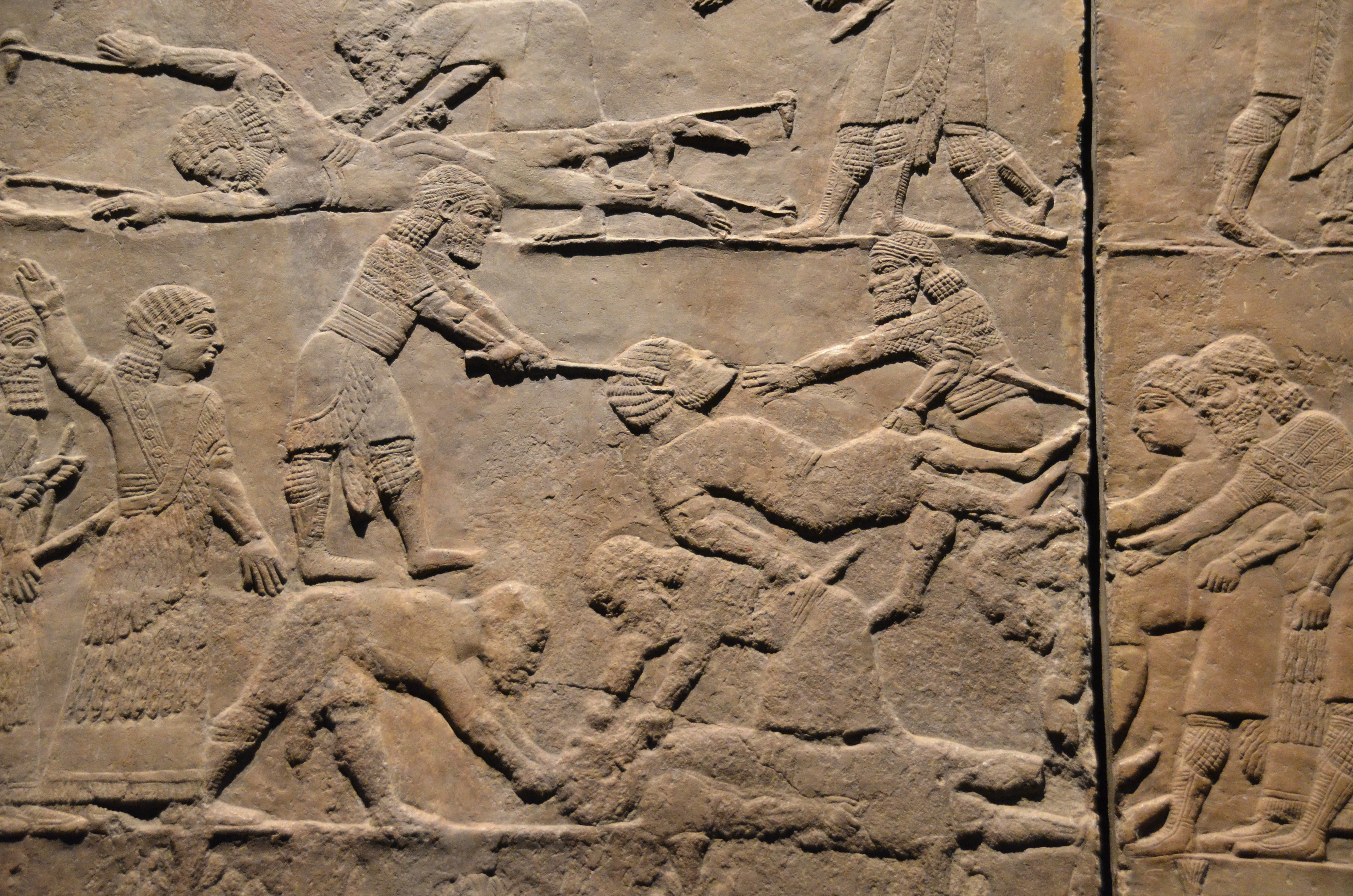
إزالة لسان وسلخ زُعماء العيلاميين بعد معركة أولاي ، أثناء حَفل تتويج أومانيجاش وشقيقه تماريتو، 653 قبل الميلاد. المتحف البريطاني.

بعد انتصاره على العيلاميين، كان على آشور بانيبال التعامل مع سلسلة من الثورات داخل حدوده. تمرد بلإقيشا، زعيم الغامبيليين (قبيلة آرامية) في بابل، بعد أن اتهم بدعم الغزو العيلامي وأُجبر على التخلي عن بعض سلطته. لا يُعرف الكثير عن هذه الثورة، ولكن هناك رسالة محفوظة يأمر فيها آشور بانيبال حاكم أوروك، نابو أوشابشي، بمهاجمة بلإقيشا. من الواضح أن نابو أوشابشي زعم أن بلإقيشا هو المسؤول الوحيد عن الغزو العيلامي. لا يبدو أن تمرد بلإقيشا قد تسبب في أضرار جسيمة وقد قُتل بعد فترة وجيزة من تمرده بواسطة «خنزير». بعد ذلك بوقت قصير في عام 663 قبل الميلاد، استسلم دونانو ابن بلإقيشا لآشور بانيبال.

يبدو أن شمش شوم أوكين قد سئم من حكم آشور بانيبال بحلول عام 653 قبل الميلاد؛ تشير النقوش من بابل إلى أن آشور بانيبال كان يدير شؤون شمش شوم أوكين وكان يملي قراراته بشكل أساسي. أرسل شماش شوم أوكين دبلوماسيين إلى تيومان في عيلام، على أمل استخدام جيشه لزعزعة استقرار حكم أشور بانيبال. يبدو أن آشور بانيبال لم يكن على علم بتورط شماش شوم أوكين، على الرغم من هزيمة العيلاميين بنجاح عام 653 قبل الميلاد ودمر مدنهم وبلادهم.  المعركة الأخيرة في هذه الحملة، معركة أولاي، وقعت بالقرب من العاصمة العيلامية سوسة وكانت انتصارًا آشوريًا حاسمًا، جزئيًا بسبب الانشقاقات في الجيش العيلامي. قُتل الملك تيومان في المعركة، كما قُتل أحد أتباعه الذين يُدعى شوتروك ناهونت، ملك مدينة هيدال. في أعقاب انتصاره، نصب أشور بانيبال اثنين من أبناء أورتاك كحاكمين، وأعلن أومانيجاش ملكًا في مادكتو وسوسة وتماريتو الأول ملكًا في هيدال. يصف آشور بانيبال في كتاباته انتصاره على النحو التالي:
مثل بداية الإعصار الرهيب، دَمرت عيلام بالكامل. لقد قطعت رأس تيومان، ملكهم، المتكبر الذي تآمر على الشر. لقد قتلت عددًا لا يحصى من محاربيه. على قيد الحياة بيدي، قبضت على مقاتليه. بجثثهم ملأت السهل حول سوسة كما هو الحال مع بالتو واشاغو. جَعَلت دمائهم تَنزف على نهر أولاي. ماءها صبغته باللون الأحمر.
تم القبض على دونانو، الذي انضم إلى العيلاميين في الحرب، إلى جانب عائلته وتم إعدامه وتعرض الغامبيون (قبيلة آرامية في بابل) للهجوم من قبل جيش أشوربانيبال وعوقبوا بوحشية، حيث غمرت عاصمتهم شابيبل وقتل العديد من سكانها. بدلاً من دونانو ، عين آشور بانيبال نبيلاً يُدعى ريموتو كرئيس قبيلة غامبولي جديد بعد أن وافق على دفع جزية كبيرة تكريماً للملك الآشوري. وصف آشور بانيبال انتقامه ضد دانانو بهذه الكلمات:
في مسيرة عودتي، وجَهت وجهي ضد دونانو ، ملك غامبولو ، الذي وضع إيمانه في عيلام. شابيبل، عاصمة غامبولو ، أنا فَتَحتُها. دخلت تلك المدينة. ذبحت سكانها كالحملان. دونانو وسامغونو ، اللذان جعلا من الصعب علي ممارسة السيادة - وضَعتُهم في الأغلال، أغلال من الحديد ، قمت بتقييد أيديهم وأقدامَهُم. وبقية أبناء بلإقيشا وعائلته ونسل بيت أبيه، كلهم، نبي ناعيد، بلطير ، أبناء نبي شوم عريش، والوكيل، وعظام الأب الذي أنجبهم، مع أوربي وتبي، وشعوب غامبولو ، الماشية، الأغنام، الحمير ، الخيول، البغل، كُلها غَنَمتُها من غامبولو وأحضَرتُها إلى آشور. وشابيبل، معقله، دمرتُه، حَطَمتُه، وغَمرته بالمياه.

### التَعامُل معَ ليديا والكيميريين

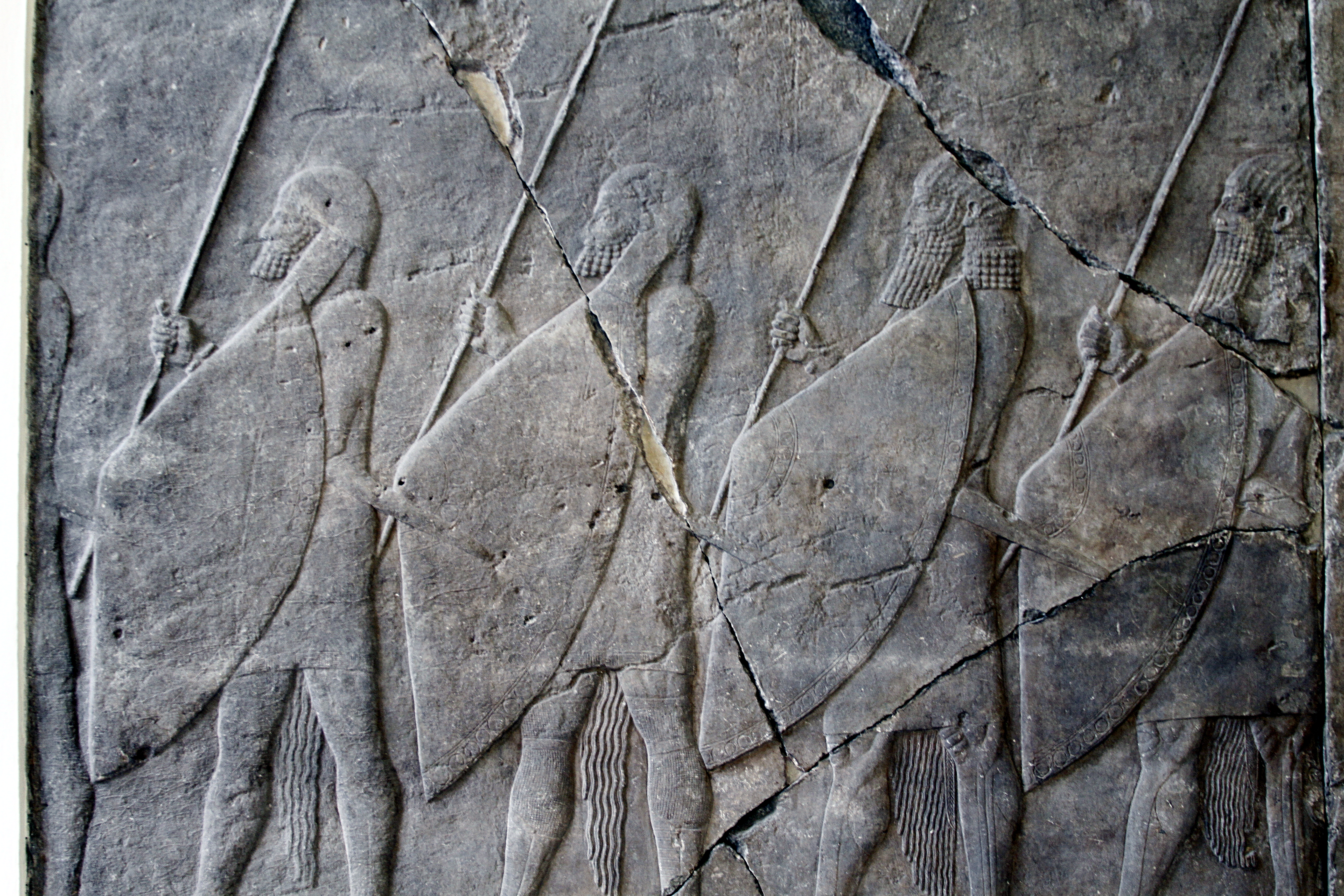
الرماحَ الآشوريون يصورون على نَقش في قصر نينوى ، القرن السابع قبل الميلاد. معروض في متحف بيرغامون.

الكيميريون، وهم شعب رُحل هندو أوروبي يعيش في جنوب القوقاز شمال آشور، قد غزوا آشور في عهد والد آشور بانيبال. بعد أن هزمهم أسرحدون، تحول الكيميريون لمهاجمة مملكة ليديان في غرب الأناضول، التي يحكمها الملك جيجيز. بعد تلقيه نصيحة من إله آشور ، آشور، في المنام، أرسل جيجيز دبلوماسيه ليطلب من آشور بانيبال المساعدة. لم يكن الآشوريون يعرفون حتى أن مملكة ليديان موجودة وبعد أن نجحت الدولتان في إقامة اتصالات بمساعدة المترجمين الفوريين، هُزمَ الغزو الكيميري لمملكة ليديان في عام 665 قبل الميلاد، مع اثنين من زعماء الكيميريون مسجونين في نينوى وكميات كبيرة من الغنائم تم تأمينها من قبل قوات آشور بانيبال. إن مدى تورط الجيش الآشوري في الحملة الليدية غير معروف، ولكن يبدو أن جيجيز أصيب بخيبة أمل بسبب المساعدة لأنه بعد اثني عشر عامًا فقط كسر تحالفه مع آشور بانيبال، متحالفًا مع بسمتيك الأول من مصر بدلاً من ذلك. بعد ذلك، لعن آشور بانيبال جيجيز وعندما اجتاح أعداؤها مملكة ليديان 652-650 قبل الميلاد كان هناك الكثير من الابتهاج في آشور.
بينما كانت القوات الآشورية في حملة في عيلام، سار تحالف من الفرس والكيميريون والميديين إلى العاصمة نينوى وتمكنوا من الوصول إلى أسوار المدينة. لمواجهة هذا التهديد، دعا آشور بانيبال حلفائه السكيثيين وهزم جيش التَحالُف بنجاح. يُعتقد عمومًا أن ملك الميديين، فراورتس، قُتل في المَعركة. لم يتم توثيق هذا الهجوم بشكل جيد ومن المحتمل أن فراورتس لم يكن موجودًا على الإطلاق وأن موته المؤسف بدلاً من ذلك كانَ في حملة الميديين في عهد أحد خلفاء آشور بانيبال.
بعد وفاته 652 قبل الميلاد، خلف جيجيز ابنه أرديس الثاني. لأن السكيثيين طردوا الكيميريون من منازلهم، غزا الكيميريون ليديان مرة أخرى ونجحوا في الاستيلاء على معظم المملكة. كما فعل والده من قبله، أرسل أرديس أيضًا طلبًا للمساعدة من آشور بانيبال، قائلاً: «لقد لعَنت أبي وحَلت بهِ لعنة ، لكن بارِكني ، انا عَبدُك المُتواضع، وسأحِملُ نورَك». من غير المعروف ما إذا كانت أي مساعدة آشورية قد وصلت ، لكن تم تحرير ليديان بنجاح من الكيميريون. ولكن لن يتم طرد الكيميريون من ليديا تمامًا حتى عهد حفيد أرديس آلياتيس. 

### ثَورَة شمش شوم اوكن في بابِل

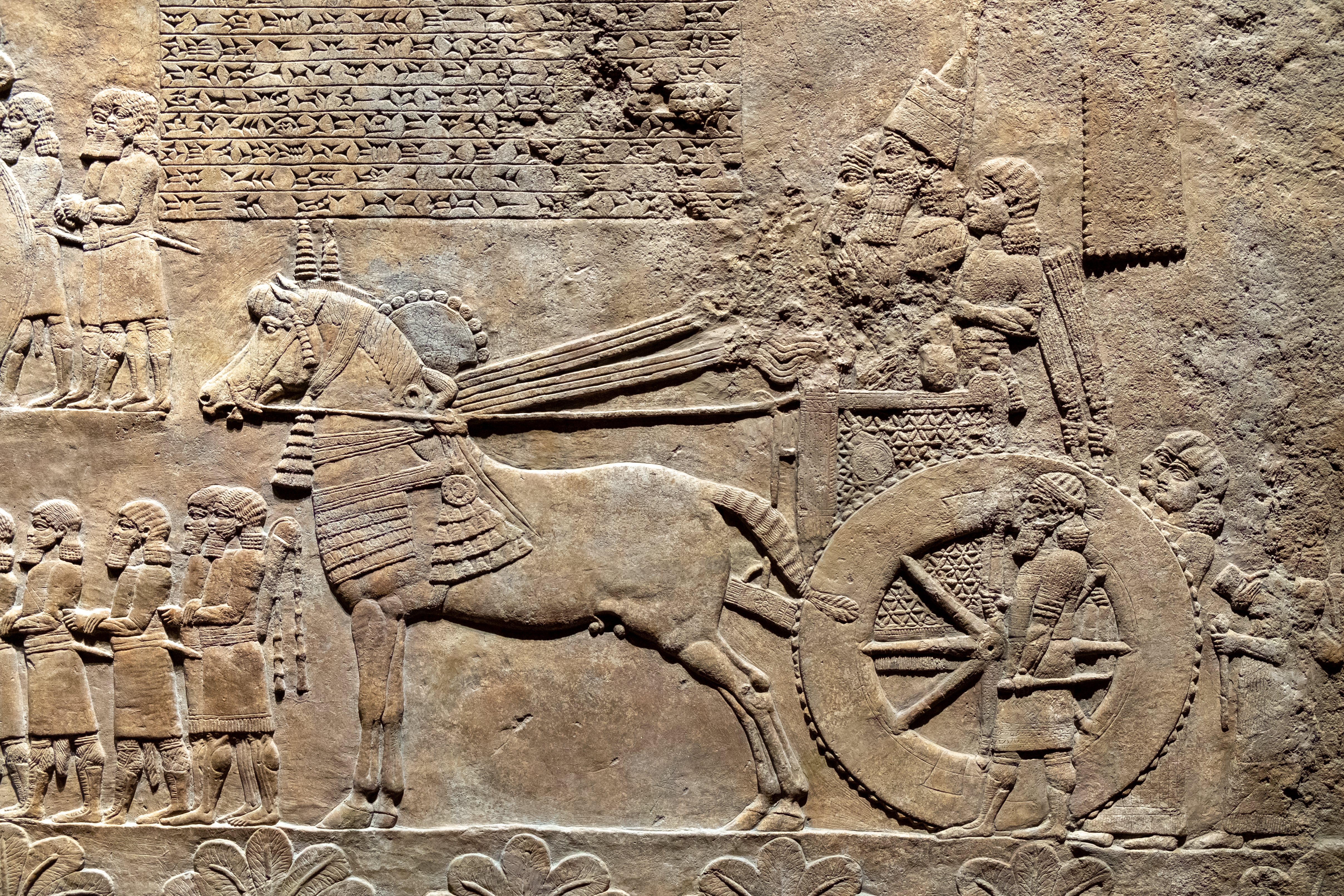
آشور بانيبال يتفقد الغنائم والسجناء من بابل بعد حصار دام عامين ، 648 قبل الميلاد. المتحف البريطاني.

بحلول عام 650 قبل الميلاد ، كان العداء بين شماش شوم أوكين وآشور بانيبال واضحًا لأتباعهم. وصفت رسالة من «ذاكر»، أحد رجال البلاط الملكي في بلاط شماش شوم أوكين ، إلى آشور بانيبال كيف انتقد الزائرون من أرض البحر آشور بانيبال أمام شماش شوم أوكين، مستخدمين عبارة «هذهِ ليسَت كلِمَة ملِك!». ذكر ذاكر أنه على الرغم من غضب شماش شوم أوكين، فقد اختار هو وحاكم بابل، أوبارو ، عدم اتخاذ أي إجراء ضد الزوار. ربما كانت أهم العوامل وراء ثورة شماش شوم أوكين هي عدم رضاه عن موقفه بالنسبة لشقيقه ، والاستياء المستمر من آشور بشكل عام من قبل البابليين، والاستعداد الدائم لحاكم عيلام للانضمام إلى أي شخص يشن الحرب ضد آشور.

تمرد شماش شوم أوكين على آشور بانيبال عام 652 قبل الميلاد. استمرت هذه الحرب الأهلية لمدة ثلاث سنوات. تشير أدلة النقش إلى أن شماش شوم أوكين خاطب مواطني بابل للانضمام إليه في تمرده. في نقوش آشور بانيبال، نُقل عن شماش شوم أوكين قوله: «آشور بانيبال سيغطي اسم البابليين بالخزي»، والتي اشار إليه آشور بانيبال بـ «الأكاذيب». بعد فترة وجيزة من بدء تمرد شمش شوم أوكين، ثارت بقية جنوب بلاد ما بين النهرين ضد أشور بانيبال إلى جانبه. تقرأ بداية نقوش آشور بانيبال بخصوص شمش شوم أوكين على النحو التالي:
في هذه الأيام ، شماش شوم أوكين ، أخي غير المؤمن ، الذي عاملته جيدًا وجعلته ملكًا على بابل - كل ما يمكن تخيل ان تتطلبه المُلكية ، صنعته وأعطيتُه أياه ؛ جنود وخيول ومركبات ، جهزتُها وأضعها بين يديه ؛ المدن والحقول والمزارع ، جنبا إلى جنب مع الناس الذين يعيشون فيها ، أعطيته بأعداد أكبر مما طلب والدي. لكنه نسي هذا اللطف الذي أظهرته له وخطط للشر. ظاهريًا ، بشفتيه ، كان يتحدث بكلمات عادلة بينما كان قلبه داخلياً يصمم على القتل. لقد خدع البابليون ، الذين كانوا موالين لآشور وأتباع مخلصين لي ، وتحدثَ إليهم بالكذب.
وفقًا لنقوش آشور بانيبال ، كان شماش شوم أوكين ناجحًا جدًا في إيجاد حلفاء ضد الآشوريين. حدد آشور بانيبال ثلاث مجموعات ساعدت أخيه ، أولاً وقبل كل شيء كان هناك الكلدان والآراميون وشعوب بابل الأخرى ، ثم العيلاميون وأخيراً ملوك جوتيوم وأمورا وملوحا. قد تشير هذه المجموعة الأخيرة من الملوك إلى الميديين (حيث لم يعد جوتيوم وأمورا وملوحا موجودين في هذه المرحلة) ولكن هذا غير مؤكد. ربما كانت ملوحا تشير إلى مصر التي لم تساعد شمش شوم أوكين في الحرب. كان سفراء شماش شوم أوكين لدى العيلاميين قد عرضوا هدايا (أطلق عليها أشور بانيبال «رشى») وأرسل ملكهم أومانيجاش جيشًا تحت قيادة أونداشي ، ابن الملك تيومان ، للمساعدة في الصراع. 

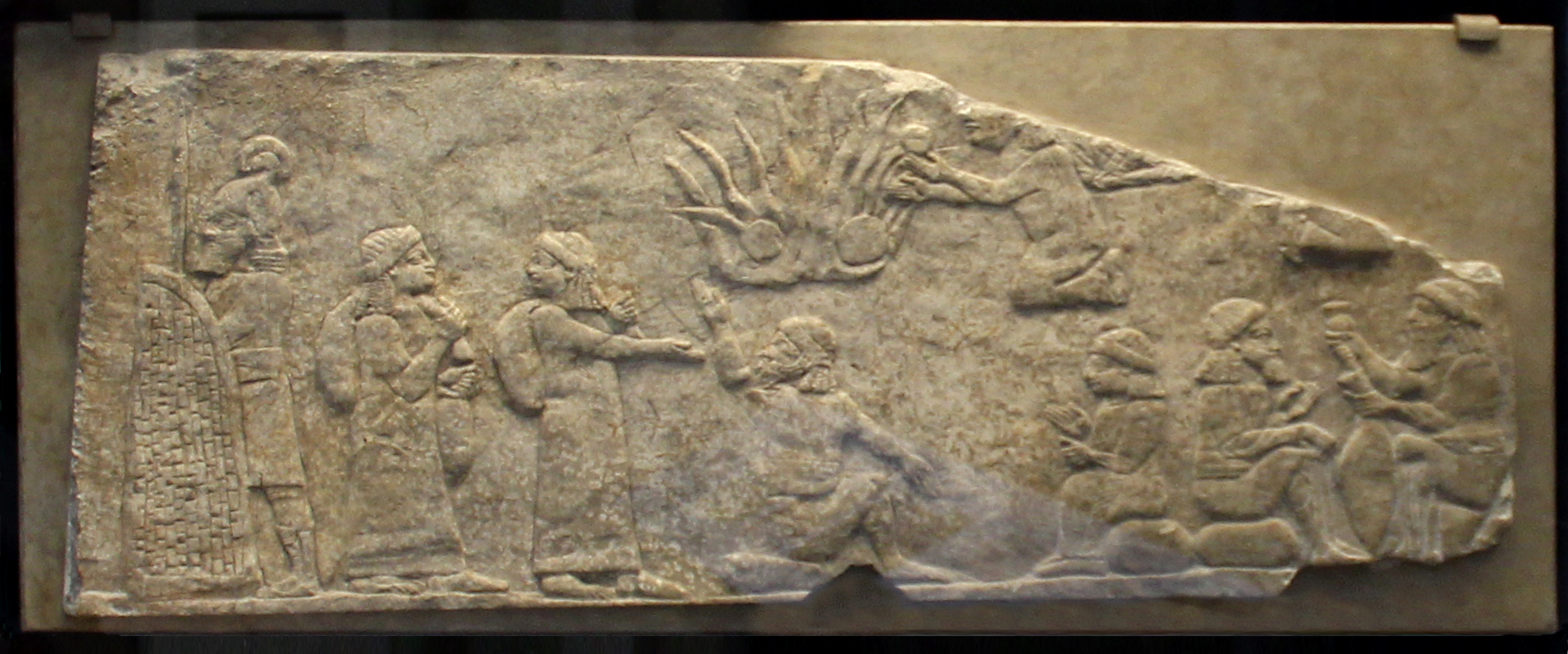
سجناء بابليون تحت الحراسة الآشورية 668-630 ق.م ، نينوى. معروض في المتحف البريطاني.

على الرغم من التحالف القوي الظاهر بين الأعداء الآشوريين، بدا وضع شماش شوم أوكين قاتماً بحلول عام 650 قبل الميلاد ، حيث حاصرت قوات أشور بانيبال سيبار وبورسيبا وكوتا وبابِل نفسها. بعد أن تحملت الجوع والمرض خلال فترة الحصار ، سقطت بابل أخيرًا عام 648 قبل الميلاد ونهبها آشور بانيبال. يُعتقد تقليدياً أن شماش شوم أوكين قد انتحر من خلال إضرام النار في نفسه وعائلته في قصره ، لكن النصوص المعاصرة تقول فقط إنه "لقي موتًا قاسياً" وأن الآلهة "أعطته" على نار ودمرت حياته ". بالإضافة إلى الانتحار عن طريق التضحية بالنفس أو بأي وسيلة أخرى، من الممكن أن يكون قد تم إعدامه أو توفي عرضًا أو قُتل بطريقة أخرى. يصف آشور بانيبال انتصاره وانتقامه من أولئك الذين دعموا شمش شوم أوكين في نقوشه على النحو التالي:
آشور، سين، شمش، أداد، بيل، نابو، عشتار من نينوى، ملكة كدموري، عشتار أربيلا، نينورتا، نركال ونوسكو ، الذين ساروا أمامي، يقتلون أعدائي ، القت شماش شوم أوكين، أخي المعادي ، الذي أصبح عدوي ، في ألسنة اللهب المشتعلة ودمرته. أما بالنسبة للأشخاص الذين وضعوا هذه الخطط لأخي المعادي شمش شوم أوكين لفعل الشر ، ولكنهم كانوا يخافون الموت ويقدرون حياتهم عالياً ، لم يلقوا بأنفسهم في النار مع شماش شوم أوكين ، سيدهم. أولئك الذين فروا أمام خنجر الحديد القاتل ، والمجاعة ، والعوز والنار المشتعلة ، ووجدوا ملجأ - شبكة الآلهة العظيمة ، آلهتي ، التي لا يمكن تجنبها ، جَلبتهُم مُطَئطئي الرؤوس. لم يهرب أحد. لم يفلت خاطئ واحد من يدي التي وَهَبتهُم الآلهة اليها.

العربات ، الحافلات ، المحظيات ، بضائع قصره ، أحضروا أمامي. أما بالنسبة لهؤلاء الرجال وأفواههم المبتذلة ، الذين نطقوا بالابتذال ضد آشور، إلهي، وخططوا لي بالشر ، الأمير الذي يخافوه ، - لقد قطعت ألسنتهم وأذللتهم. بقية الناس، أحياء، من خلال التمثال، الذي بينه قَتَلوا سنحاريب، والد الأب الذي أنجبني ، - في ذلك الوقت، قَتَلت هؤلاء الناس في نَفس المَكان ، كقربان إلى ظله. أطعمت أجسادهم المقطعة للكلاب والخنازير والذئاب والنسور وطيور السماء وأسماك الأعماق.
بعد هزيمة شماش شوم أوكين ، عين آشور بانيبال حاكمًا جديدًا للمدينة ، كاندالانو، ربما أحد إخوته الأصغر. كانت مَساحة مملكة كاندالانو مماثلة لمملكة شاماش شوم أوكين باستثناء مدينة نيبور التي حولها آشور بانيبال إلى قلعة آشورية قوية.  من المحتمل أن تكون سلطة كاندالانو محدودة للغاية ولم يتبق سوى عدد قليل من السجلات خلال فترة حكمه في بابل. إذا لم يكن أحد إخوة آشور بانيبال ، فمن المحتمل أنه كان من النبلاء البابليين الذين تحالفوا مع آشور بانيبال في الحرب الأهلية وكوفئ برتبة ملك. ربما كان كاندالانو يفتقر إلى أي قوة سياسية وعسكرية حقيقية ، والتي كانت بدلاً من ذلك في أيدي الآشوريين.

### الحَملة العَيلامية الثانية

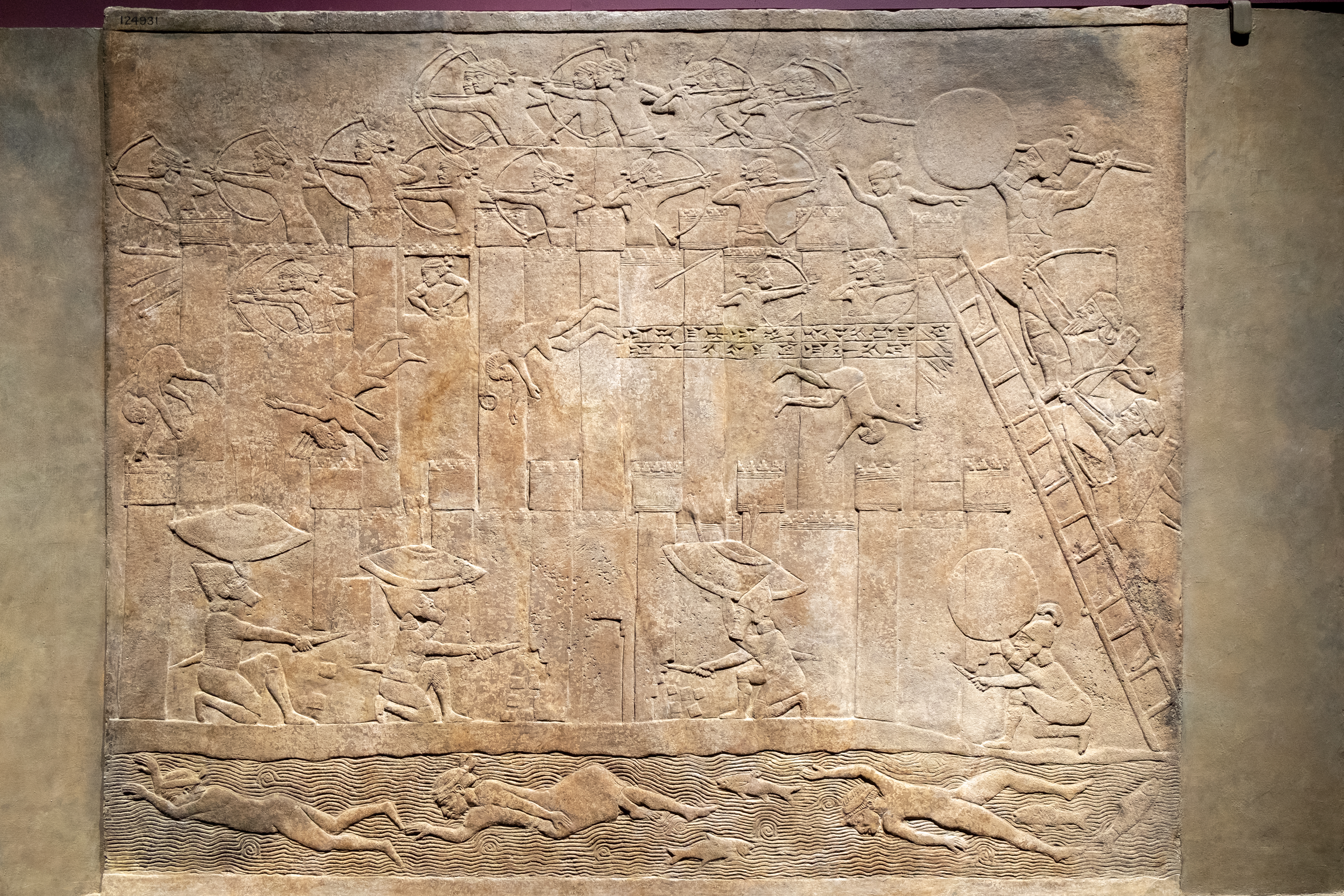
حصار مدينة هامانو في مملكة عيلام 645-635 قبل الميلاد، المتحف البريطاني.

انضم العيلاميون بقيادة أومانيجاش إلى شمش شوم أوكين في الحرب، جزئيًا لاستعادة السيطرة على أجزاء من مملكة عيلام التي ضمها أشور بانيبال إلى الإمبراطورية الآشورية. هُزم جيش أومانيجاش بالقرب من مدينة دير ونتيجة لذلك ، تم خلعه من عَرش عيلام من قبل تماريتو الثاني ، الذي حكم بعد ذلك كملك. فر أومانيجاش إلى المحكمة الآشورية وحصل على حق اللجوء من قبل آشوربانيبال. كان حكم تماريتو الثاني قصيرًا وعلى الرغم من النجاح في بعض المعارك جنبًا إلى جنب مع أمير الحرب الكلداني نابو بل شوماتي، فقد أطيح به في ثورة أخرى عام 649 قبل الميلاد. حكم الملك الجديد، إندبيبي، لفترة وجيزة للغاية وقتل بعد أن هدد آشور بانيبال بغزو عيلام مرة أخرى بسبب دور عيلام في دعم أعدائه.
بدلاً من إنديبي، أصبح همبان-هالطاش الثالث ملكًا في عيلام. واصل نابو بل شوماتي القتال ضد آشور بانيبال من البؤر الاستيطانية داخل عيلام وعلى الرغم من أن همبان-هالطاش كان يؤيد التخلي عن المًتمردين الكلدانيين، إلا أن نابو بل شوماتي كان لديه الكثير من المؤيدين في عيلام من أجل أن يمر هذا الامر دون مَشاكل. على هذا النحو ، غزا آشور بانيبال عيلام مرة أخرى في 647 قبل الميلاد وبعد فشل مقاومته التي لم تدم طويلاً، تخلى همبان-هالطاش عن مقعده في مادكتو وهرب إلى الجبال. تم استبدال همبان-هالطاش لفترة وجيزة بالملك تماريتو الثاني ، الذي استعاد عرشه. بعد أن نهب الآشوريون منطقة خوزستان عاد الجيش الآشوري إلى دياره وعاد همبان-هالطاش واستعاد العرش.

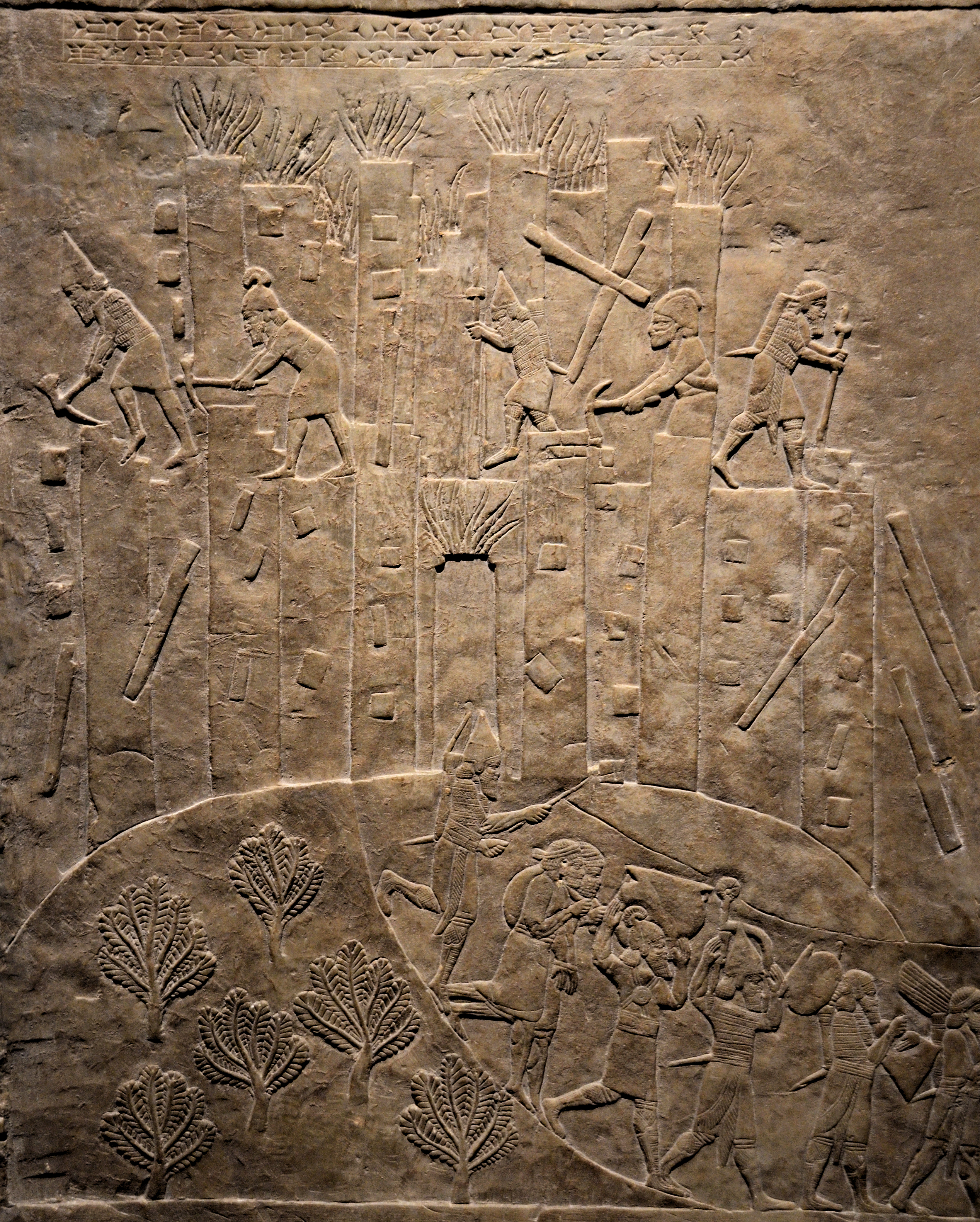
تم تسجيل حملة آشور بانيبال ضد عيلام في هذا النقش الذي يظهر تدمير هامانو. هنا ، تتصاعد ألسنة اللهب من المدينة حيث أسقطها الجنود الآشوريون بالمعاول والعواميد وحملوا الغنائم. 645 - 635 ق م. المتحف البريطاني.

عاد آشور بانيبال إلى عيلام في 646 قبل الميلاد وهجر هومبان-هالطاش مرة أخرى مادكتو ، ففر أولاً إلى مدينة دور-أونتاش ثم إلى الجبال في شرق عيلام. تابعت قوات آشور بانيبال همبان-هالطاش الثالث ونهبت ودمرت المدن في طريقها. تم سحق جميع المراكز السياسية الرئيسية في عيلام وبدأت المشيخات القريبة والممالك الصغيرة التي سبق لها أن أشادت بالملك العيلامي في دفع الجزية إلى أشوربانيبال بدلاً من ذلك. من بين هذه الممالك كانت مملكة بارسوا ، الذي ربما يكون سلفًا للإمبراطورية التي أسسها الأخمينيون بعد قرن من الزمان. ملك بارسوا، كورش (ربما يكون قورش الأول نَفسه ، جد قورش الكبير)، قد انحاز في الأصل إلى العيلاميين في بداية الحملة ، وبالتالي اضطر إلى دَفع ابنه أروكو كرهينة. الدول التي لم يكن لها اتصال مع الآشوريين من قبل، مثل مملكة يحكمها ملك يُدعى أوديمي والتي «امتدت إلى ما بعد عيلام»، بدأت أيضًا في دفع الجزية للآشوريين لأول مرة. 

في طريق عودتهم من حملتهم ، قامت القوات الآشورية بنهب مدينة سوسة بوحشية. في نقوش آشور بانيبال المنتصرة التي توضح تفاصيل النَهب بالتفصيل ، حيث يروي كيف دنس الآشوريون المقابر الملكية ونهبوا المعابد ودمروها وسرقوا تماثيل الآلهة العيلامية وزرعوا الملح في الأرض. تشير تفاصيل وطول هذه النقوش إلى أن الحدث كان يهدف إلى إحداث صدمة في العالم من خلال إعلانه هزيمة واستئصال العيلاميين ككيان سياسي وثقافي متميز. يَذكُر جزء من نقش آشوربانيبال عَن نَهب سوسة:
"سوسة ، المدينة المقدسة العظيمة ، مسكن آلهتهم ، مقر أسرارهم ، غَزَوتُها. دخلت قصورها ، وفتحت خزائنهم حيث جمعت الفضة والذهب والبضائع والثروات ... دمرت زقورة سوسة. لقد حطمت قرونها النحاسية اللامعة. أحَلت معابد عيلام إلى شيء ، وبددت آلهتهم في الريح. لقد دمرت مقابر ملوكهم القدامى والحديثين ، وعَرَضتوها للشمس ، وحملت عظامهم نحو أرض آشور. دمرت مقاطعات عيلام وزرعت الملح في أراضيهم. 
على الرغم من الحملة الشاملة والوحشية ، فقد تَواجَد العيلاميون ككيان سياسي لبعض الوقت. عاد همبان-هالطاش الثالث ليحكم في مادكتو و"متأخراً" أرسل نابو بل شوماتي إلى آشور بانيبال ، على الرغم من أن الكلداني انتحر في طريقه إلى نينوى. بعد خلع همبان-هالطاش وأسره وإرساله إلى آشور في ثورة بعد ذلك بوقت قصير ، توقفت السجلات الآشورية عن الحديث عن عيلام.  لم يعين آشور بانيبال أي حكام جدد للمدن العيلامية بعد حملته ولم يبذل أي محاولات لدمج البلاد كمقاطعة آشورية ، وبدلاً من ذلك تركها مفتوحة وغير محمية. تركت الحقول فارغة وقاحلة. في العقود التي أعقبت الحملة ، هاجر الفرس إلى المنطقة وأعادوا بناء المدن المدمرة. 

### الحَملات العَرَبية

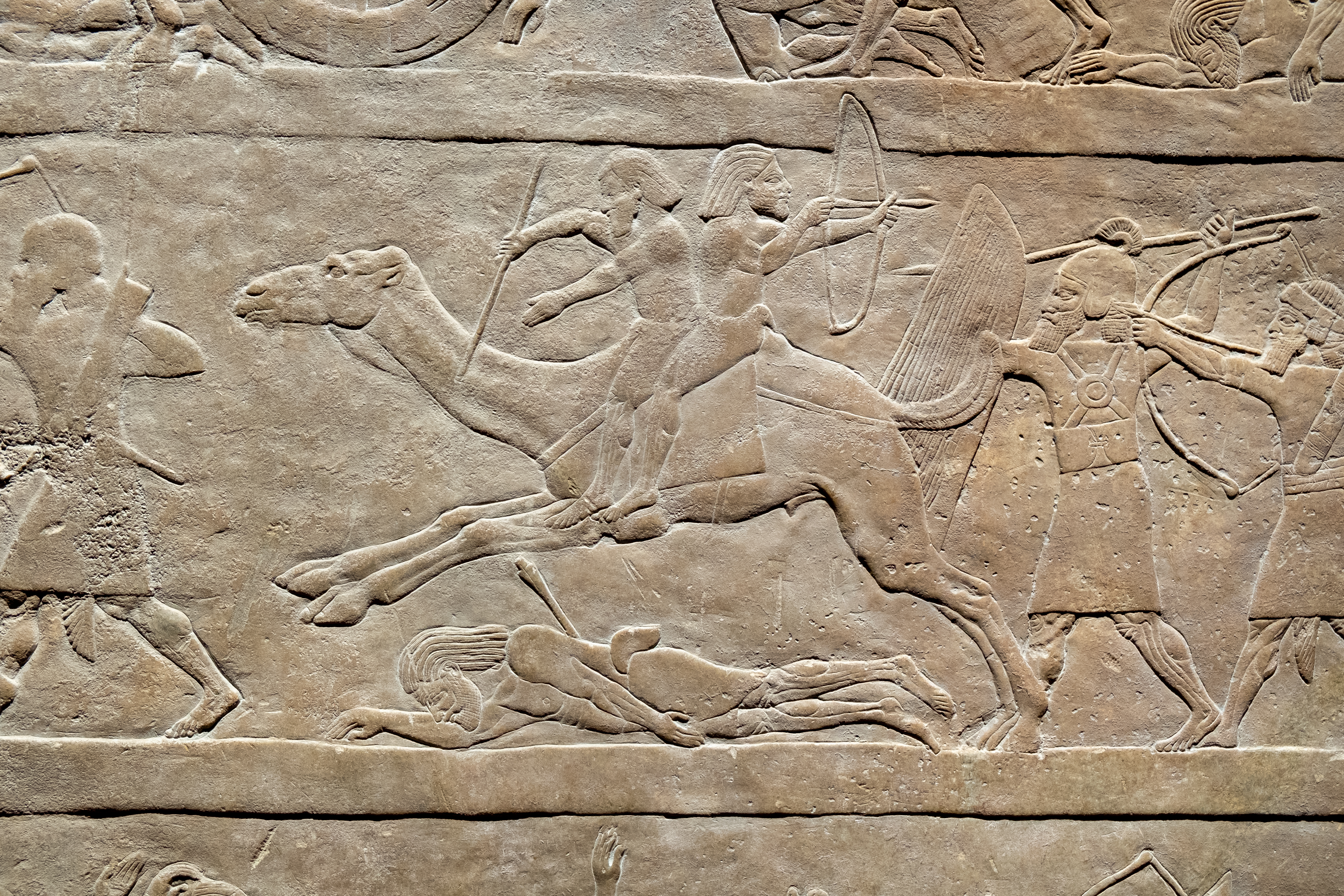
نَقش يُصَور الجُنود الآشوريون وهم يُطارِدون عرب يَمتَطون الجمال. عَهد آشور بانيبال ، شمال قصر نينوى. 660 - 650 قبل الميلاد. المتحف البريطاني.

حظيت حرب آشور بانيبال ضد القبائل في شبه الجزيرة العربية باهتمام ضئيل نسبياً من المؤرخين المعاصرين ، لكنها كانت الحملة الأطول حَسب كتاباته. التسلسل الزمني لهذه الحملات غير مؤكد ويستند إلى سلسلة من السجلات التي كتبها آشور بانيبال ، على الرغم من أن السرد يبدو أنه قد تغير قليلاً على مدار بضع سنوات. تم إنشاء أول حساب لآشور بانيبال عن حملته ضد العرب في عام 649 قبل الميلاد ، ويصف كيف أن الملك ياوتا ، ابن حزائيل ملك العرب، ملك القيداريين (الذي كان أحد تَوابع والد أشور بانيبال) تمرد ضد آشور بانيبال ، مع ملك عربي آخر يُدعى أموال الدين. ونهبوا الأراضي الغربية للإمبراطورية الآشورية. وبحسب رواية أشور بانيبال ، فقد هزم جيشه ، مع جيش الملك كامش ملك مملكة موآب، قوات المتمردين. تم القبض على أمولادين وإرساله بالسلاسل إلى آشور وهرب ياوتا. في مكان ياوتا ، مُنح أمير حرب عربي مخلص يُدعى أبيات ملكية مملكة قيدار. تختلف هذه الرواية المبكرة للحملة عن معظم روايات آشور بانيبال العسكرية الأخرى في أن عبارة «في حَملتي التاسعة» مفقودة ، ولا يوصف الملك بأنه يهزم العدو شخصيًا وأن الملك العدو ينجو ويهرب بدلاً من أن يتم أسره وأعدامه. 
النسخة الثانية من الرواية ، التي تم تأليفها عام 648 قبل الميلاد ، تتضمن أيضًا أن آشور بانيبال هزم أديا ، ملكة العرب ، وأن ياوتا هرب إلى زعيم قبلي آخر ، نتنو مَلك الأنباط، الذي رفضه وظل مواليًا لآشور بانيبال. حتى الإصدارات اللاحقة من السرد تتضمن أيضًا إشارات إلى كيف تمرد ياوتا أيضًا ضد أسرحدون، قبل سنوات. هذه الروايات اللاحقة أيضًا تربط صراحة تمرد ياوتا بثورة شمش شوم أوكين، ووضعها في نفس الوقت وتشير إلى أن الغارات الغربية من قبل العرب كانت مدفوعة بصورة مُباشرة بِسَبب أنعدام الاستقرار الذي سببته الحرب الأهلية الآشورية. 

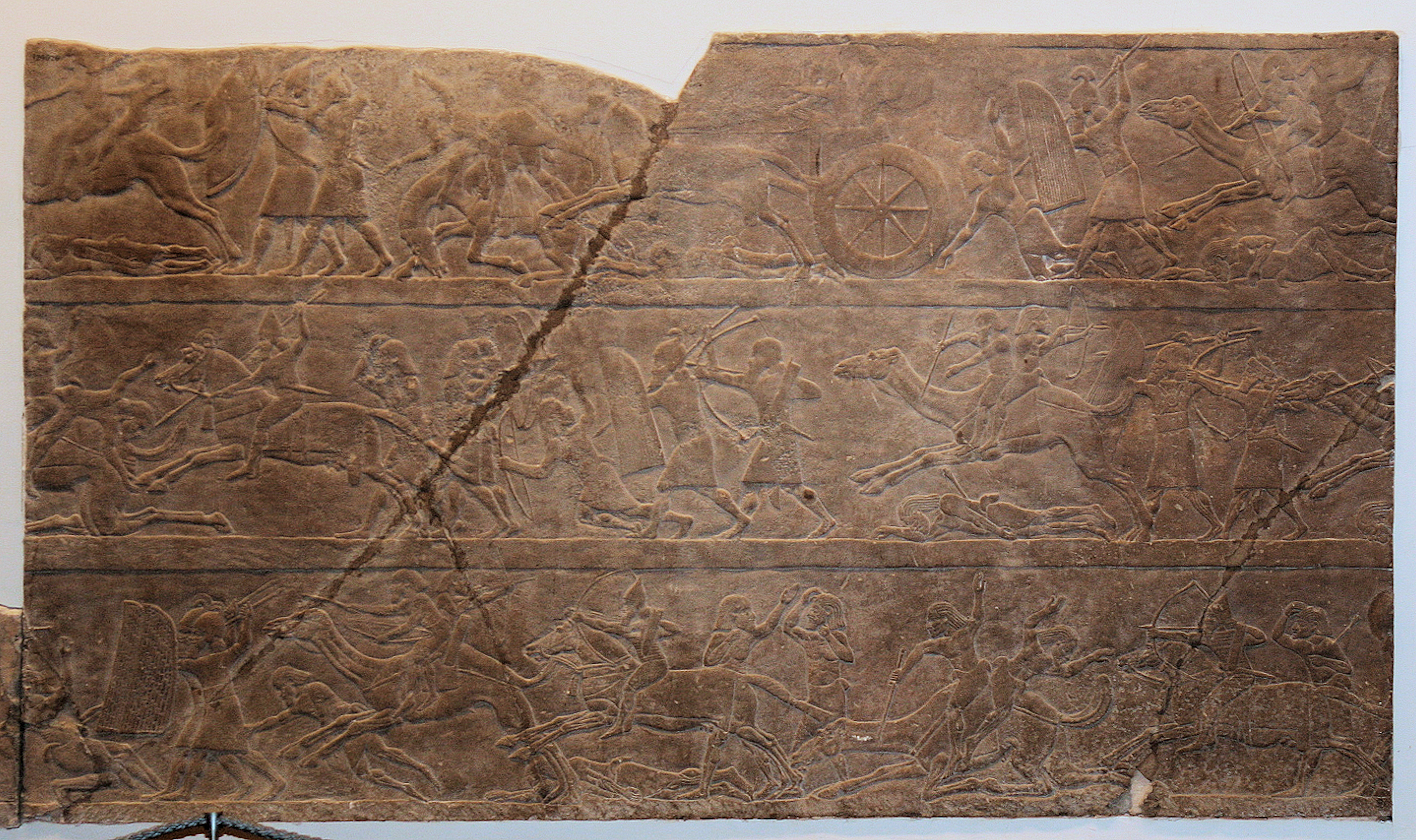
نَقش يُصَور القتال بين الآشوريين والعرب في عهد آشور بانيبال 660-650 قبل الميلاد. المتحف البريطاني.

في وقت ما بعد انتهاء هذا الصراع القصير الأول ، شن آشور بانيبال حملة ثانية ضد العرب. تتعلق رواية آشور بانيبال لهذا الصراع إلى حد كبير بتحركات جيشه عبر سوريا بحثًا عن ياوتي (مختلط مع ياوتا ولكن من المحتمل أن يكون شخصًا مختلفًا) وجنوده العرب. وبحسب الرواية ، سار الجيش الآشوري من سوريا إلى دمشق ثم إلى هولهوليتي ، وبعد ذلك استولوا على أبيات وهزموا أوشو وعكا. لا يوجد ذكر للسبب وراء تمرد أبيات. وعلاوة على ذلك ، فإن الأنباط، الذي ساعد آشور بانيبال في الحملة السابقة ، ذُكر أنهم هُزموا في حربه الثانية ضد العرب ، دون أي معلومات إضافية عما أدى إلى التغيير في علاقتهم بين الحملتين. 
تحدد النسخة الأخيرة من الرواية العربية الحملتين على أنهما تشكلان حملة آشور بانيبال التاسعة وتتوسع أكثر في محتوياتها. في هذه النسخة ، تم تحديد أن أبيات الذي حل محل ياوتا كملك للقيداريين والملك أمولادين كانا قادة الجنرالات العرب الذين انضموا إلى حرب شماش شوم أوكين وأن الغنائم التي أعيدت إلى آشور من الحملات تسببت في التضخم في إمبراطورية آشور بانيبال وإلى المجاعة في شبه الجزيرة العربية. كما تم توضيح أن آشور بانيبال نفسه ، وليس جيشه فقط ، انتصر شخصيًا في الصراع. تنص هذه النسخة اللاحقة أيضًا على أنه تم أسر ياوتي وعرضه في نينوى مع الأسرى الذين تم أسرهم خلال الحروب في عيلام. 

### الخِلافة والتَسَلسُل الزَمني

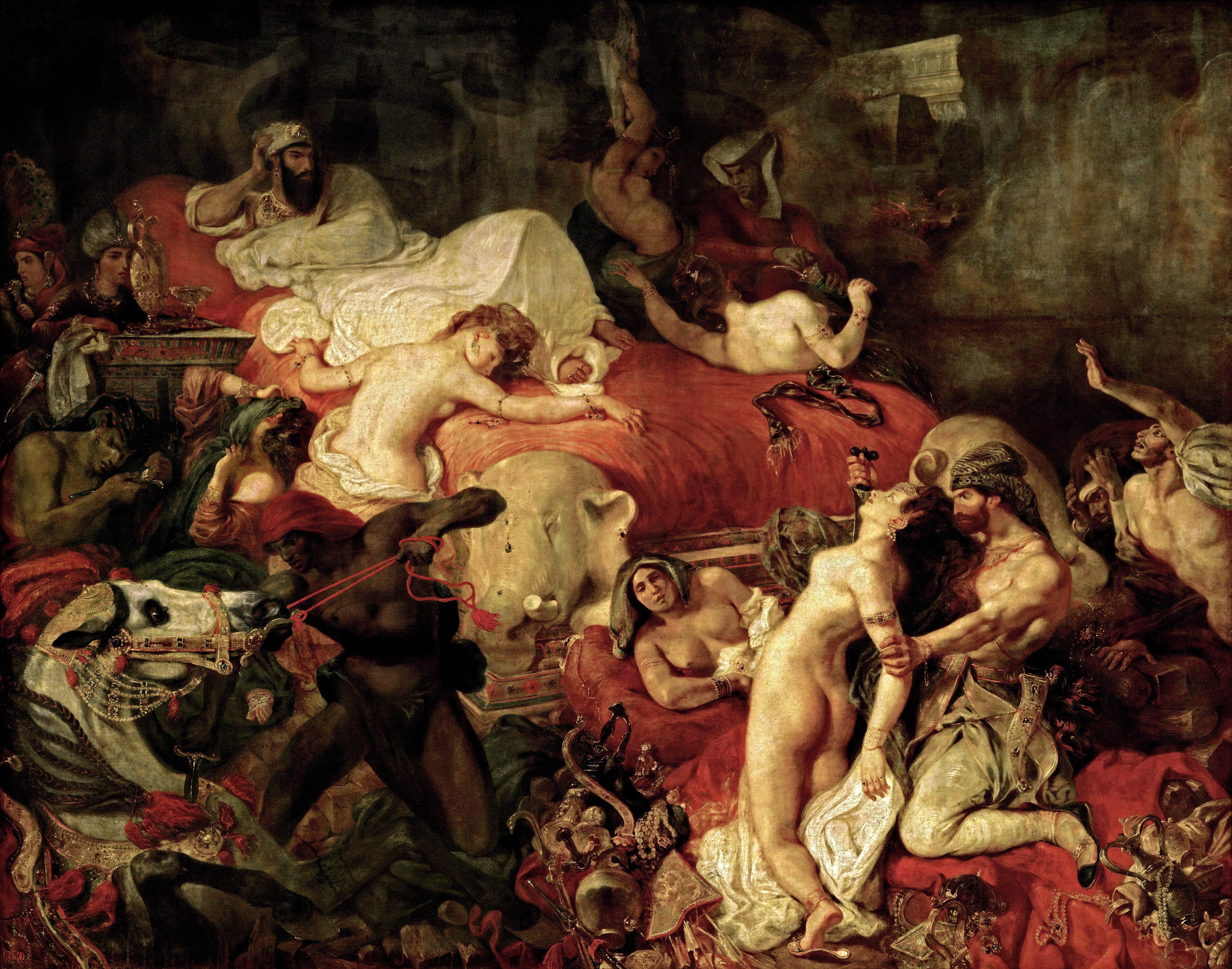
مَوت ساردانابالوس بريشة يوجين ديلاكروا (1827) متحف اللوفر، باريس. يُصور العَمل بناءً على أعمال الكتاب اليونانيين القدماء نسخة خاطئة من آشور بانيبال ، والذي تم تصويره على أنه يُراقب بلا مبالاة الغزاة وَهُم ينهبون مدينته ويذبحون حريمه.

يَكتنف الغُموض نهاية عهد آشور بانيبال وبداية عهد خليفته ، آشور إتيل إيلاني، بسبب نقص المصادر المُتاحة. تنتهي السجلات التي احتفظ بها آشور بانيبال ، وهي المصادر الرئيسية لحكمه ، في عام 636 قبل الميلاد ، ربما بسبب مرض المَلك. تشير نقوش آشور إتيل إيلاني إلى أن والده مات موتاً طبيعياً ، لكنها لا تسلط الضوء على وَقت حدوث هذا بالضبط.  قبل الحفريات والاكتشافات الأثرية في القرن التاسع عشر، كان آشور بانيبال معروفًا باسم ساردانابالوس (باليونانية القديمة: Σαρδανάπαλος ، وباللاتينية: Sardanápalos)، استنادًا إلى كتابات الإغريق القدماء ، وقد أخطأوا في تعريفه على أنه آخر ملوك آشور. كانت إحدى القصص الشائعة عن نهايته أن ساردانابالوس قد أحرق نفسه ومحظياته وخدامه أحياء ، جنبًا إلى جنب مع قصره بالكامل في سقوط نينوى عام 612 قبل الميلاد (أي بعدَ ما يقرب من العشرين عاماً من وفاة آشور بانيبال الفعلية). 
على الرغم من أن السنة الأخيرة لآشور بانيبال تتكرر غالبًا على أنها 627 قبل الميلاد ،  هذا يتبع نقشًا في حران صنعته والدة الملك البابلي الحديث نابونيدوس بعد قرن تقريبًا. والدليل المعاصر الأخير على أن آشور بانيبال كانَ على قيد الحياة وحكم كملك هو عقد من مدينة نيبور تم إبرامه عام 631 قبل الميلاد.  للحصول على أطوال موثقة من عهد خلفائه متطابقة مَع الأحداث ، من المتفق عليه عمومًا أن آشور بانيبال إما مات أو تنازل عن العرش أو أطيح به عام 631 قبل الميلاد.  يتم استخدام عام 631 قبل الميلاد على أنه عام وفاته.  إذا كان حكم آشور بانيبال قد انتهى في 627 قبل الميلاد ، فإن نقوش خلفائه آشور إتيل إيلاني وسين شار اشكون في بابل كانت مستحيلة ، كون نبوبولاسر قد استولى على المدينة عام 626 قبل الميلاد ، ولم تَرجع إلى أيدي الآشوريين أبدًا. 

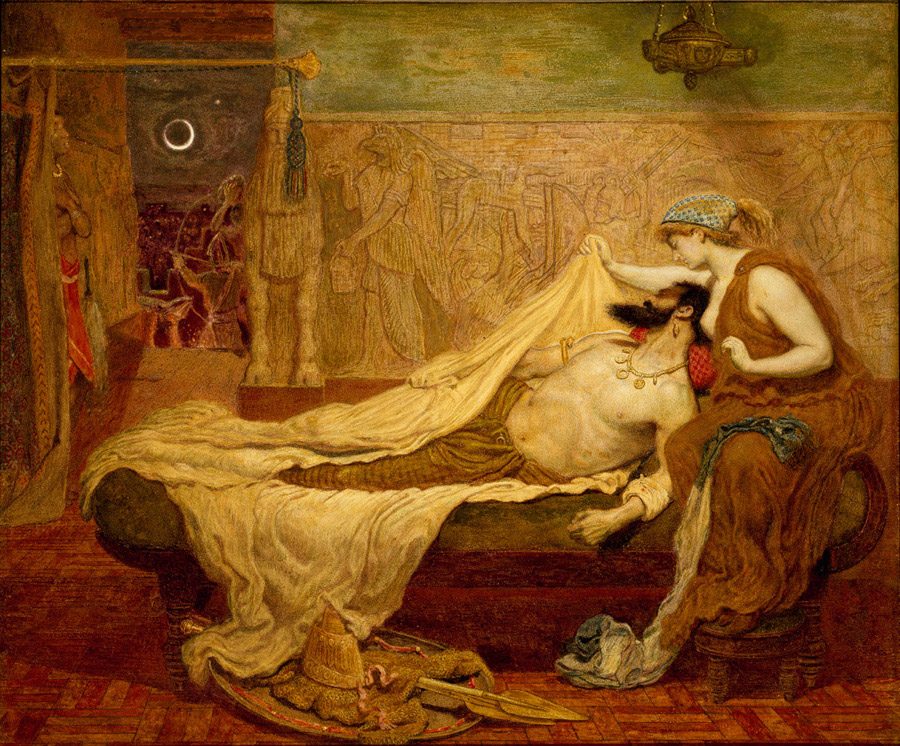
حُلم ساردانابالوس ، بريشة فورد مادوكس براون. متحف ديلاوير للفنون، ويلمنغتون.

تتمثل إحدى الطرق الممكنة لتبرير حكم آشور بانيبال الذي دام 42 عامًا في افتراض وجود علاقة تعاون بينه وبين آشور إتيل إيلاني، ولكن لم يكن هناك أبدًا تناغم في التاريخ الآشوري السابق ، ويتناقض إيلاني مع الفكرة صراحةً. نقوش إيلاني الخاصة التي تصفه بأنه اعتلى العرش بعد انتهاء حكم والده. من المحتمل أن يكون الخطأ الذي دام 42 عامًا قد حدث في تأريخ بلاد ما بين النهرين في وقت لاحق بسبب معرفة أن آشور بانيبال حكم بالتزامن مع الحكام البابليين شماش شوم أوكين وكاندالانو، الذين بلغت فترة حكمهم معًا 42 عامًا ، لكن كاندالانو عاش بَعد آشور بانيبال بثلاث سنوات ، وتوفي عام 627 قبل الميلاد. 

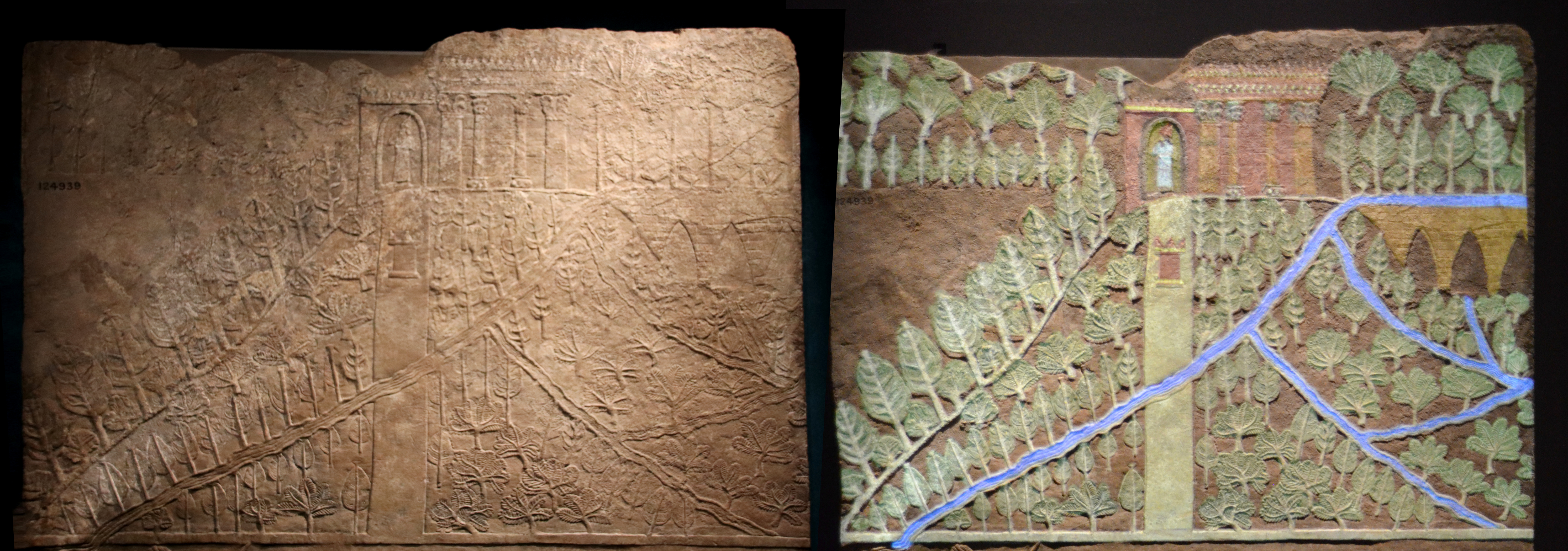
قصر وحدائق آشور بانيبال الفخمة في نينوى (يسار) إعادة تشكيل اللون الأصلي يُظهر قنوات الري ويظهر الملك تحت الشُرفة (يمين). المتحف البريطاني.

فكرة أخرى كانت شائعة ، على سبيل المثال دافع عنها المؤرخ البولندي ستيفان زوادسكي في كتابه «سقوط آشور» (1988)، وهي أن آشوربانيبال وكاندالانو كانا نفس الشخص ، «كاندالانو» هو ببساطة الاسم الذي استخدمه الملك في بابل. تُعتَبر هذا النَظَرية غير مُحتملة لعدة أسباب. لا يوجد ملك آشوري سابق معروف أنه استخدم اسما بديلا في بابل. تظهر النقوش من بلاد بابل أيضا اختلافا في أطوال عهدي آشور بانيبال وكاندالانو. يُحسب عهد آشور بانيبال من أول عام كامل له كملك (668 قبل الميلاد)، ويُحسب عهد كاندالانو من أول عام كامل له كملك (647 قبل الميلاد). كل الملوك الآشوريين الذين حكموا بابل بأنفسهم استخدموا لقب «ملك بابل» في نقوشهم الخاصة ، ولكن لم يتم استخدامه في نقوش آشور بانيبال ، حتى تلك التي صدرت بعد 648 قبل الميلاد. الأهم من ذلك ، تعامل الوثائق البابلية مع آشور بانيبال وكاندالانو كشخصين مختلفين. لا توجد مصادر بابلية معاصرة تصف آشور بانيبال بأنه ملك بابل. 
خلف آشور بانيبال ابنه آشور إتيل إيلاني، ويبدو أنه استوحى من خطط خلافة والده حيث مُنِح أحد أبنائه ، سين شار اشكون، مدينة الحصن نيبور وتم تعيينه ليكون خليفة كاندالانو على بابل بمجرد وفاة كاندالانو. 

## الأُسرة والأطفال

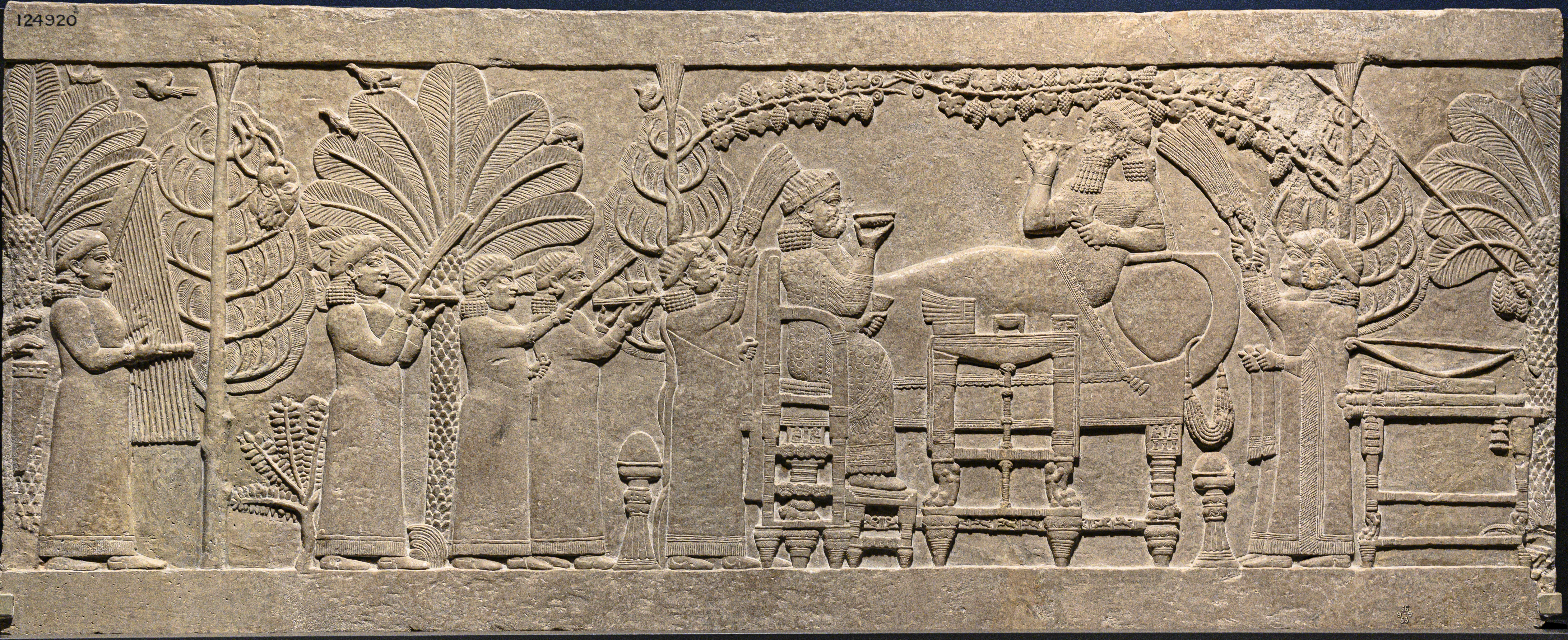
يصور آشور بانيبال وملكته ليبالي شرات يَتَناولون الطَعام (يمين الوسط). الرأس المقطوع للملك العيلامي تيومان معلق في شجرة إلى اليسار. المتحف البريطاني.

كان اسم ملكة آشور بانيبال لبالي شرات  (بالأكادية: 𒊩𒌷𒊮𒌷𒊬𒋥 ، باللاتينية: Libbali-šarrat).  لا يُعرف الكثير عن لبالي شرات ، لكنها كانت متزوجة بالفعل من آشور بانيبال عندما أصبح ملكًا وربما تزوجته في وقت مبكر من عام 673 قبل الميلاد ، في وقت قريب من وفاة ملكة أسرحدون، إشار حمات. 
ثلاثة من أبناء آشور بانيبال معروفون بالاسم:
- آشور إتيل إيلاني (بالأكادية: 𒀭𒈗𒃻𒌦) [70] - الابن الذي حكم كملك آشور 631-627 قبل الميلاد. [6]
- سين شار اشكون (بالأكادية: 𒀭𒈗𒃻𒌦) [71] - الابن الذي حكم كملك آشور 627-612 قبل الميلاد. [6]
- نينورتا شار أوسور (بالأكادي: Ninurta-šarru-uṣur) [72] - ابن ولد من زوجة أدنى (أي ليس لبالي شرات)، ويبدو أنه لم يلعب أي دور سياسي. [72]

نقوش سينشارشكون التي تشير إلى اختياره للملك «من بين أنداده» (أي الإخوة) تشير إلى أن آشور بانيبال كان لديه عدد أكبر من الأبناء بالإضافة إلى آشور إتيل إيلاني وسينشارشكون ونينورتا شارو أوسر.  ومن المعروف أيضًا أن آشور بانيبال كان لديه ابنة واحدة على الأقل ، نظرًا لوجود وثائق من عهده تشير إلى «ابنة الملك». 
من المحتمل أن تكون سلالة آشور بانيبال قد عادت إلى السلطة في بلاد ما بين النهرين بعد سقوط آشور في 612-609 قبل الميلاد. كانت والدة نابونيدوس (حكم 556-539 قبل الميلاد) آخر ملوك البابليين الجدد من حران ولها أصول آشورية. هذه المرأة ، اداد-هابي، كانت وفقًا لنقوشها الخاصة قَد ولدت في العام العشرين من حكم آشور بانيبال (648 قبل الميلاد ، حيث تم حساب السنوات من أول سنة كاملة للملك). تعتبر الباحثة البريطانية ستيفاني دالي أنه من «شبه المؤكد» أن اداد-هابي كانت ابنة آشور بانيبال بسبب نقوشها الخاصة التي تدعي أن نابونيدوس كان من سلالة آشور بانيبال.  دحض الأستاذ الأمريكي للدراسات التوراتية مايكل ب. ديك ذلك ، مشيرًا إلى أنه على الرغم من أن نابونيدوس قد بذل بعض الوقت لإحياء بعض الرموز الآشورية القديمة (مثل ارتدائه لعباءة ملفوفة في النقوش ، والتي تَكون غائبة في رسوم ملوك البابليين الجدد الآخرين لكنه حاضر في الفن الآشوري) وحاول ربط نفسه بالسلالة السروجنية، «لا يوجد دليل على الإطلاق على أن نابونيد كان مرتبطًا بالسلالة السروجنية». 

## الأرث

### مكتبة آشور بانيبال

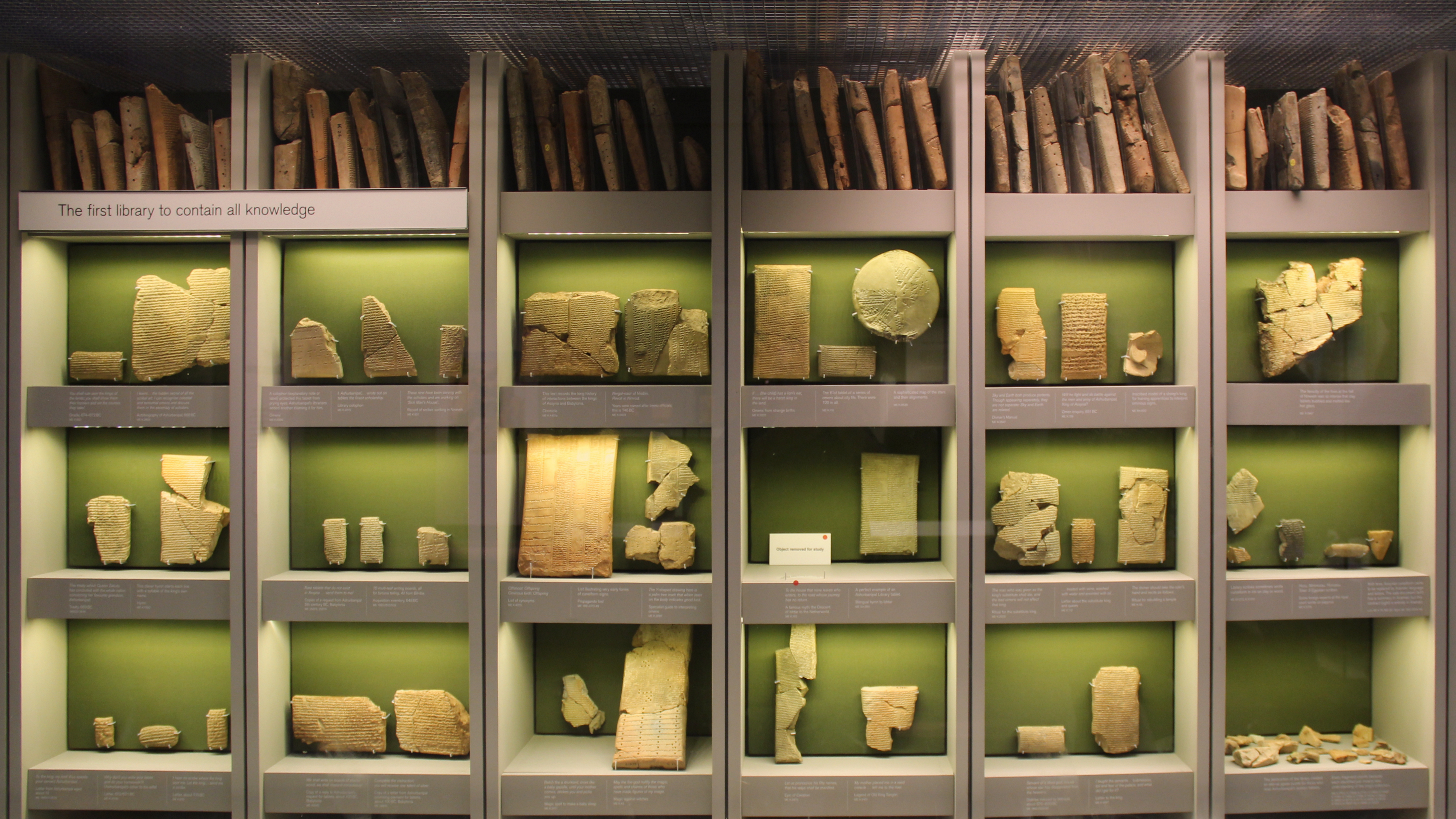
مكتبة آشور بانيبال في المتحف البريطاني.

كانت مكتبة آشور بانيبال أول مكتبة منظمة بشكل منهجي في العالم.  المكتبة هي أشهر منجزات آشور بانيبال واعتبرها الملك نفسه أعظمها.  تم تجميع المكتبة بأمر من آشور بانيبال ، حيث تم إرسال الكتبة في جميع أنحاء إمبراطوريته لجمع ونسخ النصوص من كل نوع وأنواع من مكتبات المعابد. كانت معظم النصوص التي تم جمعها عبارة عن ملاحظات لأحداث وبشائر ، ونصوص توضح بالتفصيل سلوك بعض الرجال والحيوانات ، ونصوص حول تحركات الأجرام السماوية وما إلى ذلك. كما تواجدت في المكتبة قواميس للغات السومرية والأكادية ولغات أخرى والعديد من النصوص الدينية ، مثل الطقوس والخرافات والصلاة والتعاويذ. 

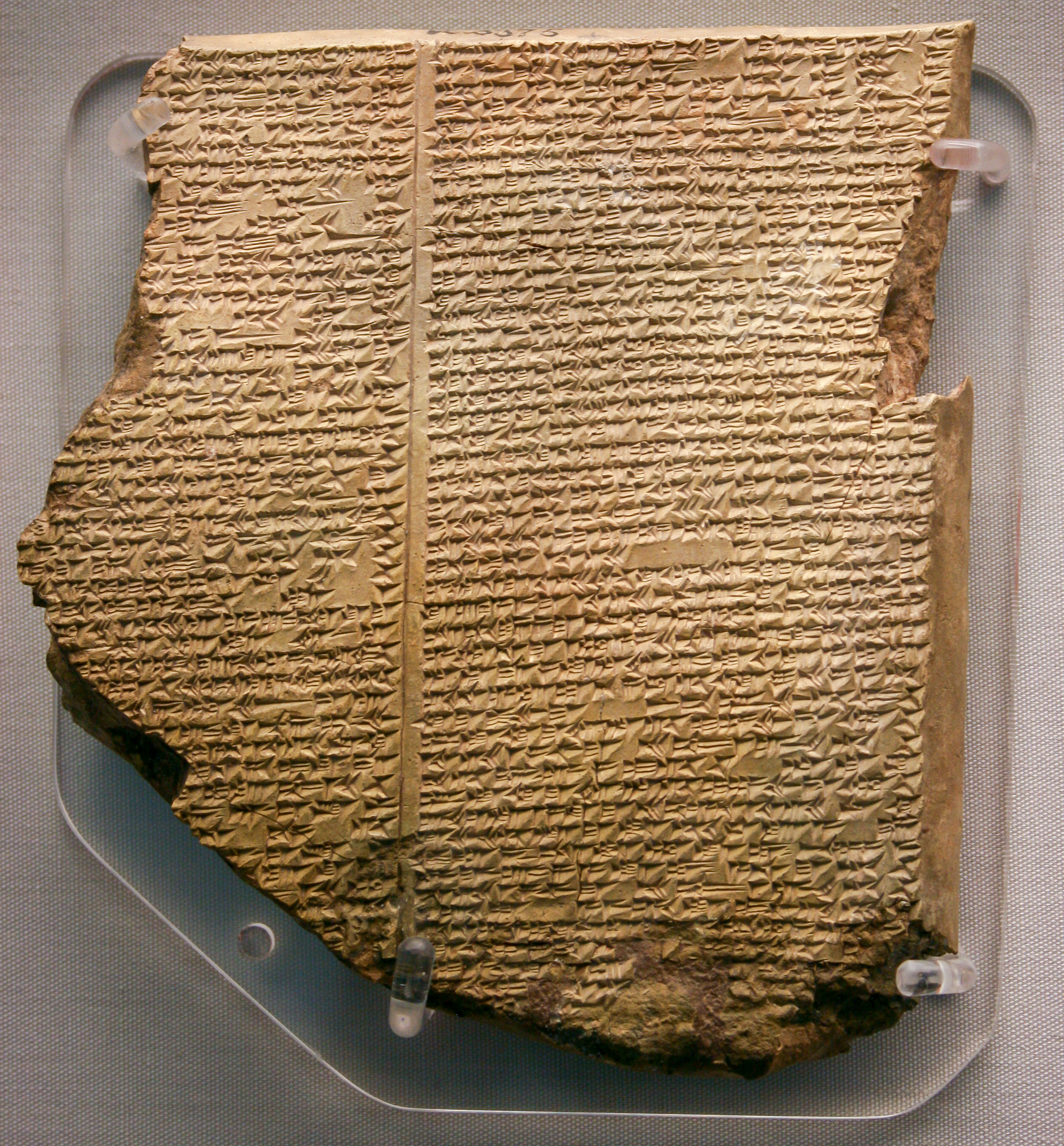
أللوح الحادي عشر من ملحمة جلجامش والمعروف بلوح " الطوفان" أحد ألواح الملحمة الأثني عشر التي عُثر عليها في مكتبة آشور بانيبال ، مكتوب باللغة الأكدية. المتحف البريطاني.

نجت معظم القصص والحكايات التقليدية عن بلاد ما بين النهرين المعروفة اليوم ، مثل ملحمة جلجامش، وإينما إليش (أسطورة الخلق البابلي)، وإيرا، وأسطورة إيتانا، وملحمة أنزو، حتى العصر الحديث فقط لأنها كانت مدرجة في مكتبة آشور بانيبال. غطت المكتبة الطيف الكامل لاهتمامات آشور بانيبال الأدبية وتضمنت أيضًا الحكايات الشعبية (مثل فقير نيبور، سلف إحدى حكايات ألف ليلة وليلة) وكتيبات ونصوص علمية. 

وصف آشور بانيبال الأسباب الكامنة وراء جمع مثل هذه المكتبة الضخمة ، التي يبلغ عددها أكثر من 30000 لوح طيني ،  بهذه الكلمات:
أنا ، آشور بانيبال ، ملك الكون ، الذي منحته الآلهة ذكاء ، والذي اكتسب فطنة اختراق لأكثر تفاصيل سعة الاطلاع العلمية (لم يكن لدى أي من أسلافي أي فهم لمثل هذه الأمور)، لقد وضعت هذه الألواح من أجل المستقبل في مكتبة نينوى من أجل حياتي ورفاهية روحي ، والحفاظ على أسس اسمي الملكي. 
دمرت نينوى عام 612 قبل الميلاد ودُفنت مكتبة آشور بانيبال تحت أسوار قصر آشور بانيبال المحترق وفقدت في التاريخ لأكثر من ألفي عام. تم اكتشافه في القرن التاسع عشر بواسطة أوستن هنري لايارد وهرمز رسام وترجمات جورج سميث لمحتوياته جلبت نصوص بلاد ما بين النهرين القديمة إلى العالم الحديث. قبل اكتشافه ، كان هناك مفهوم واسع الانتشار مفاده أن الكتاب المقدس هو أقدم كتاب وعمل لم يسبق له مثيل ، وهي الفكرة التي تم دحضها بشكل حاسم باكتشاف المَكتبة. 

### التقييم من قبل المؤرخين

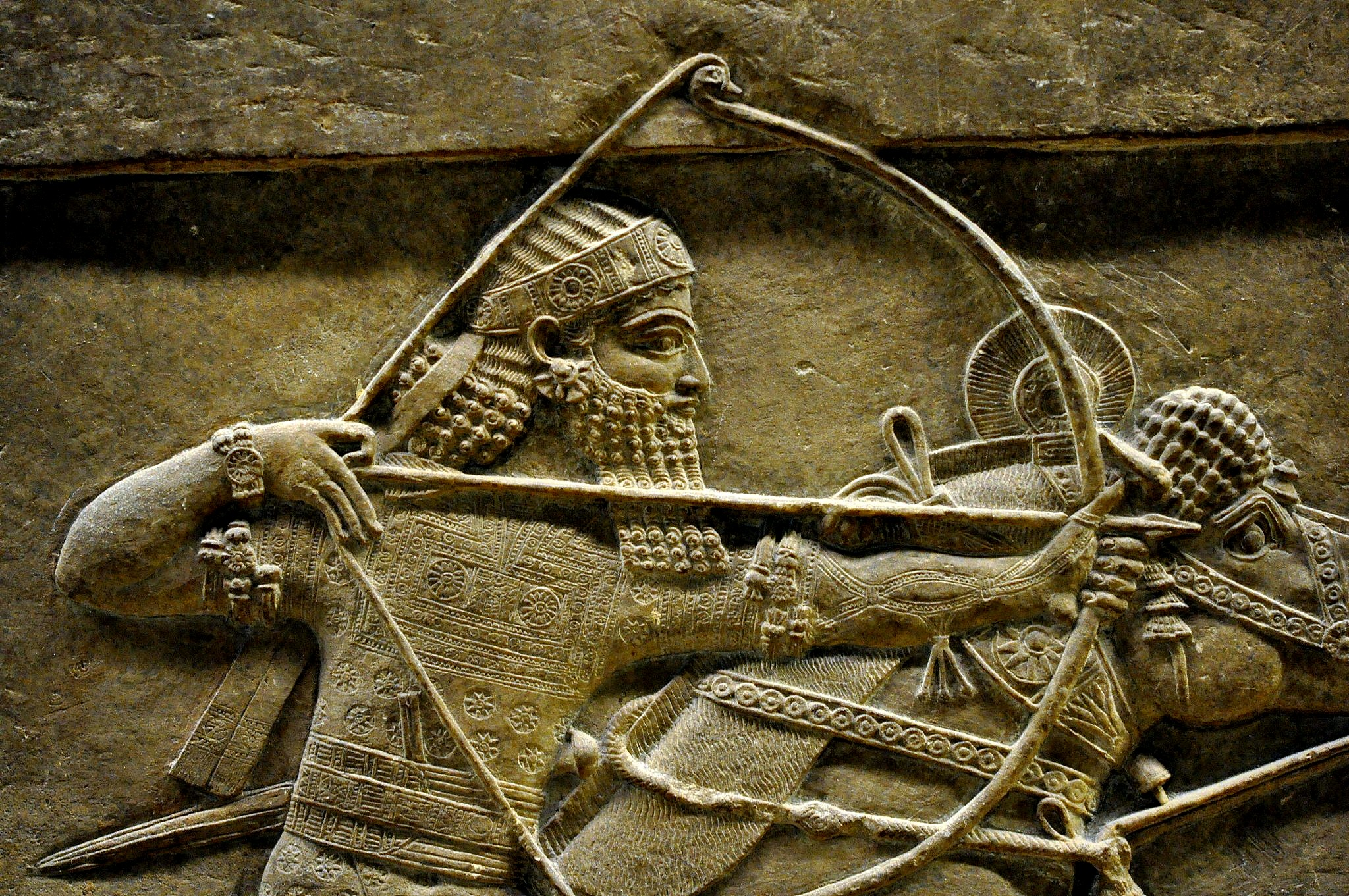
آشور بانيبال ، تفاصيلمشهد لصيد الأسود من القصر الشمالي في نينوى.

في وقت حكم آشور بانيبال ، كانت الإمبراطورية الآشورية الحديثة أكبر إمبراطورية شهدها العالم على الإطلاق ، وكانت عاصمتها نينوى، التي يبلغ تعداد سكانها حوالي 120.000 مواطن ،  أكبر مدينة على وجه الأرض.  خلال فترة حكمه ، ازدهرت الإمبراطورية الآشورية اقتصاديًا ، على الرغم من توسعها المستمر.  غالبًا ما يُنظر إليه على أنه آخر ملوك آشور العظماء  ويُعترف به ، جنبًا إلى جنب مع اثنين من أسلافه ، أسرحدون وسنحاريب، كواحد من أعظم الملوك الآشوريين. 
أعاد الملك بناء وإصلاح وتوسيع غالبية الأضرحة الرئيسية في جميع أنحاء إمبراطوريته والعديد من الإجراءات التي اتخذها خلال فترة حكمه كانت بسبب نذير شؤم ، وهو أمر كان مهتمًا به للغاية.  عين اثنين من إخوته الأصغر ، آشور-موكين-بالييا وآشور-إتيل-شار-إيرسيتي-موباليسو ، ككاهنين في مدينتي آشور وحران على التوالي.  كما يُنظر إليه على أنه راعي الفنون بسبب العديد من المنحوتات والنقوش التي أقامها في قصوره في نينوى ، والتي تصور أهم الأحداث منذ فترة حكمه الطويلة. الأسلوب المستخدم في هذه الأعمال الفنية له «جودة ملحَمية» على عكس الأعمال الفنية التي أنتجها أسلافه. 
لم يكن تقييم آشوربانيبال إيجابياً فقط. في عام 639 قبل الميلاد ، أطلق آشور بانيبال على العام (سميت السنوات عمومًا على اسم أناس في آشور القديمة ، غالبًا ما يكونون مسؤولين عسكريين) على اسم موسيقاه الرئيسي ، بولوو ، الذي اعتبره عالم الآشوريات جوليان إي. ريد خطوة لملك «غير مسؤول ومنغمس في ذاته».  على الرغم من أن آشور وصلت إلى ذروة قوتها في ظل حكم آشور بانيبال ، إلا أن الإمبراطورية انهارت بسرعة بعد وفاته. ما إذا كان آشور بانيبال هو المسؤول جزئياً عن سقوط آشور أم لا. كتب ج.ا ديلوناي ، مؤلف الموسوعة الإيرانية عن الملك ، أن الإمبراطورية الآشورية الجديدة تحت حكم آشور بانيبال قد بدأت بالفعل «تظهر أعراضًا واضحة للانحلال والسقوط الوشيكين»،  بينما يرى دونالد جون وايزمان ، في موسوعة بريتانيكا في مقالة عن الملك ، يرى أنه «أن إمبراطوريته سقطت في غضون عقدين من وفاته ؛ كان بسبب ضغوط خارجية وليس بسبب صراع داخلي». 

### في الفَن والثَقافة الشَعبية

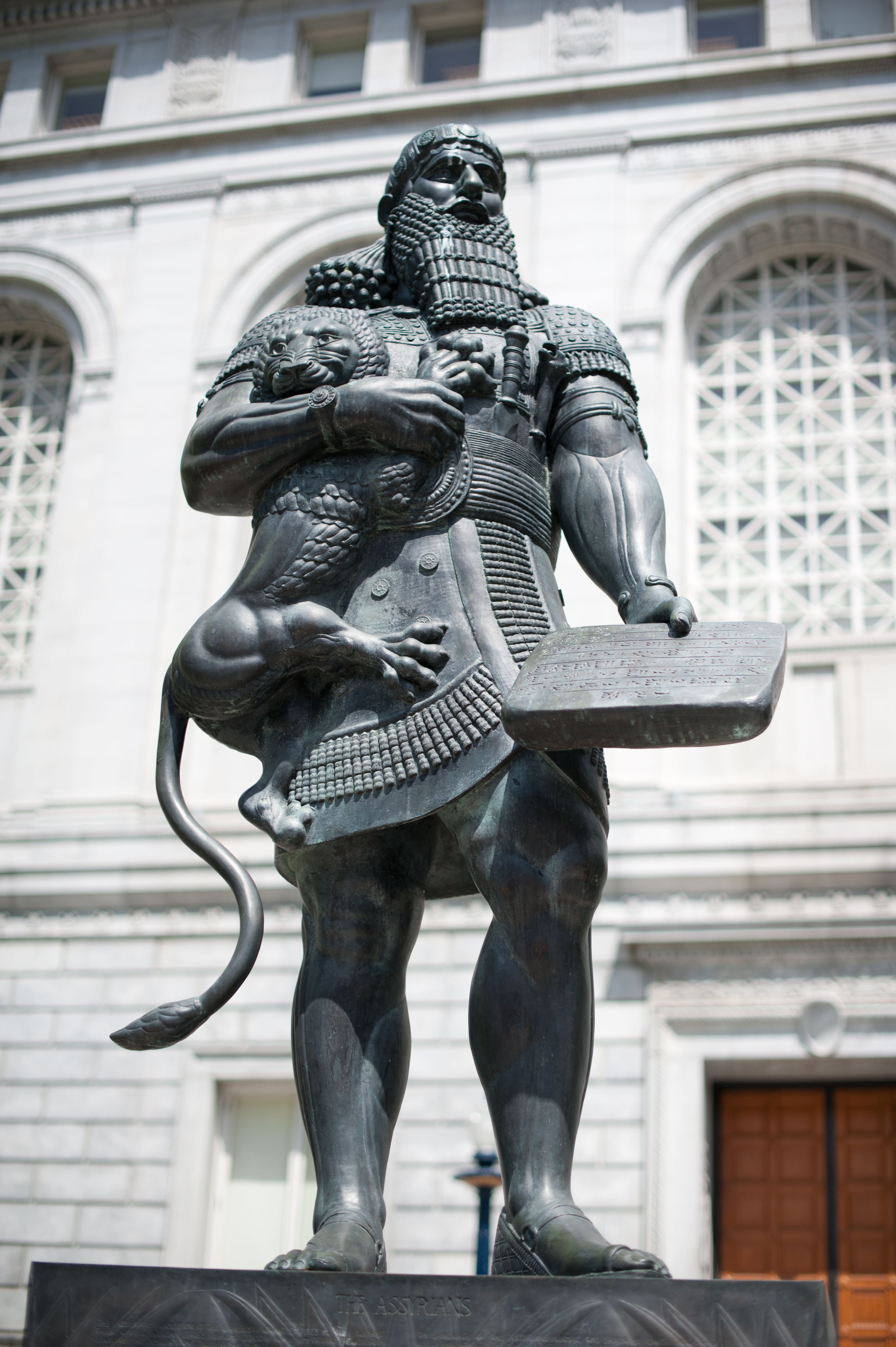
آشور بانيبال ، تمثال برونزي للنحات فريد بارهاد في المركز المدني في سان فرانسيسكو.

تَصوير اشوربانيبال في الأعمال الفني بقيت على قيد الحياة من عهده. يمكن رؤية مشهد لصيد الأسود، وهي مجموعة من النقوش الآشوري البارزة من قصر آشور بانيبال ، في المتحف البريطاني في لندن. تصور هذه النقوش الملك وهو يصطاد أسود بلاد ما بين النهرين.  تم تكليف الملك الآشوري بحماية شعبه ، وغالبًا ما كان يشار إليه باسم «الراعي». وشملت هذه الحماية الدفاع ضد الأعداء الخارجيين والدفاع عن المواطنين من الحيوانات البرية الخطرة. بالنسبة للآشوريين ، كان أخطر حيوان على الإطلاق هو الأسد، الذي استخدم (على غرار الامبراطوريات الأجنبية) كمثال على الفوضى والاضطراب بسبب طبيعته العدوانية. لإثبات أنهم يستحقون الحكم وتوضيح أنهم كانوا حماة أكفاء ، انخرط الملوك الآشوريون في طقوس صيد الأسود. اقتصر صيد الأسود على الملوك الآشوريين وكان حدثًا عامًا يقام في الحدائق في المدن الآشورية أو بالقرب منها. 
كان آشور بانيبال أيضًا موضوعًا للاعمال الفنية التي تم إنشاؤها في العصر الحديث. في عام 1958، رسم الرسامة السريالية ليونورا كارينجتون «آشور بانيبال يوضئ الهاربي»، وهو زيت على قماش موجود في متحف إسرائيل يصور العَمل آشور بانيبال وهو يسكب مادة بيضاء على رؤوس مخلوقات تشبه الحمام ذات وجوه بشرية.  تم إنشاء تمثال للملك ، يُدعى آشور بانيبال ، من قبل النحات فريد بارهاد في عام 1988 ووضع في شارع بالقرب من قاعة مدينة سان فرانسيسكو. بلغت تكلفة التمثال 100 ألف دولار ووصف بأنه «أول تمثال برونزي كبير لآشور بانيبال». تم تقديمه إلى مدينة سان فرانسيسكو كهدية من الشعب الآشوري (برهاد من أصل آشوري) في 29 مايو 1988. أعرب بعض الآشوريين المحليين عن مخاوفهم من أن يكون التمثال يشبه بطل بلاد ما بين النهرين الأسطوري جلجامش أكثر مما يشبه تمثال آشور بانيبال الفعلي. دافع بارهاد عن التمثال باعتباره يمثل آشور بانيبال ، رغم أنه أوضح أنه اتخذ بعض الحريات الفنية في عَمله. 
كما ظهر آشور بانيبال من حين لآخر في الثقافة الشعبية في وسائل الإعلام المختلفة. كتب روبرت إي هوارد قصة قصيرة بعنوان «نار آشور بانيبال»، نُشرت لأول مرة في عدد ديسمبر 1936 من مجلة Weird Tales ، عن «جوهرة ملعون تخص ملكًا قديمًا ، أطلق عليه الإغريق اسم ساردانابالوس والشعوب السامية آشور بانيبال».  «بلاد ما بين النهرين»، وهي أغنية صدرت عام 2007 لفرقة «قد يكونوا عمالقة»، تذكر أشور بانيبال جنبًا إلى جنب مع جلجامش وسرجون وحمورابي.  تم استخدام آشور بانيبال كحاكم للآشوريين في لعبة سيفيليزيشن 5. 

### الألقاب
في نقش على أسطوانة يعود تاريخها إلى 648 قبل الميلاد ،  استخدم آشور بانيبال الألقاب التالية:
أنا أشور بانيبال ، الملك العظيم ، الملك الجبار ، ملك الكون ، ملك أشور ، ملك أقاليم العالم الأربعة. نسل اسرحدون ، ملك الكون ، ملك اشور ، نائب ملك بابل ، ملك سومر وأكاد ؛ حفيد سنحاريب ، ملك الكون ، ملك أشور. 
تم استخدام نفس اللقب على أحد الألواح العديدة لآشور بانيبال:
أنا ، أشور بانيبال ، الملك العظيم ، الملك الجبار ، ملك الكون ، ملك أشور ، ملك مناطق العالم الأربع ، ابن أسرحدون ، ملك الكون ، ملك أشور ، حفيد سنحاريب ، ملك مصر. الكون ، ملك آشور ، النسل الأبدي للملكية ... 
ويوجد شكل أطول على أحد نقوش مبنى آشور بانيبال في بابل:
آشور بانيبال ، الملك الجبار ، ملك الكون ، ملك أشور ، ملك مناطق العالم الأربعة ، ملك الملوك ، أمير منقطع النظير ، من أعالي البحر إلى البحر الأدنى ، المُسيطرا والخاضعا له. أرجَل كُل الحكام. ابن اسرحدون الملك العظيم الملك الجبار ملك الكون ملك اشور نائب بابل ملك سومر وعقاد. أنا حفيد سنحاريب ، الملك الجبار ، ملك الكون ، ملك أشور ، أنا. 

## المَراجع
- آشور بانيبال (بني بعل) - الموسوعة العربية الميسرة، 1965
- صانعو التاريخ - سمير شيخاني .
- 1000 شخصية عظيمة - ترجمة د. مازن طليمات .

1. 1 2 3 4 5 6 7 8 9 10 11 12 13 14  Encyclopaedia Britannica.
2. 1 2  Price 2001، صفحات 99–118.
3. ↑  أكدية: 𒀭𒊹𒆕𒀀 An-shar-du-a in "CDLI-Archival View". cdli.ucla.edu. مؤرشف من الأصل في 2021-07-30. Assyrian pronunciation in Quentin، A. (1895). "Inscription Inédite du Roi Assurbanipal: Copiée Au Musée Britannique le 24 Avril 1886". Revue Biblique (1892-1940). ج. 4 ع. 4: 554. ISSN:1240-3032. JSTOR:44100170. {{استشهاد بدورية محكمة}}: الوسيط |مسار أرشيف= بحاجة لـ |مسار= (مساعدة)
4. ↑  In Akkadian 𒀭𒊹 is god أنشار, 𒆕𒀀 means "newborn young"  نسخة محفوظة 1 مارس 2020 على موقع واي باك مشين.. In Assyrian, the prononciation used is bāni-apli, bāni meaning "to create", "to give" , and applu/apli meaning "the heir", "the eldest son"  نسخة محفوظة 1 مارس 2021 على موقع واي باك مشين.
5. ↑  Lipschits 2005، صفحة 13.
6. 1 2 3  Na’aman 1991، صفحة 243.
7. 1 2 3 4  British Museum.
8. ↑  « Assurbanipal le lettré », لوموند, 17 août 2007. نسخة محفوظة 04 مارس 2016 على موقع واي باك مشين.
9. ↑  Novotny & Singletary 2009، صفحة 168.
10. ↑  Novotny & Singletary 2009، صفحات 168–173.
11. ↑  Ahmed 2018، صفحة 63.
12. ↑  Novotny & Singletary 2009، صفحة 170.
13. ↑  Ahmed 2018، صفحة 64.
14. 1 2  Radner 2003، صفحة 170.
15. ↑  Zaia 2019، صفحة 20.
16. ↑  Novotny & Singletary 2009، صفحات 174–176.
17. ↑  Ahmed 2018، صفحات 65–66.
18. ↑  Ahmed 2018، صفحة 68.
19. 1 2  Luckenbill, Daniel David ((1927)). Ancient Records of Assyria and Babylonia, Volume II. pp. 290 ff: University of Chivago Press. . {{استشهاد بكتاب}}: تحقق من التاريخ في: |تاريخ= (مساعدة) و|عمل= تُجوهل (مساعدة)صيانة الاستشهاد: مكان (link)
20. 1 2  "cylinder". www.britishmuseum. The British Museum. مؤرشف من الأصل في 2020-09-01.
21. ↑  "The Rassam Cylinder". https://www.britishmuseum.org/. British Museum. 2018–2019. مؤرشف من الأصل في 2020-09-01. {{استشهاد ويب}}: روابط خارجية في |موقع= (مساعدة)صيانة الاستشهاد: تنسيق التاريخ (link)
22. ↑  Theophilus Goldridge Pinches M.R.A.S. (1905). Miscelleneous inscription Vol 5, page 1. {{استشهاد بكتاب}}: |عمل= تُجوهل (مساعدة)
23. 1 2 3 4 5 6  Ahmed 2018، صفحة 8.
24. 1 2 3  Ahmed 2018، صفحة 80.
25. 1 2 3 4 5 6 7 8 9 10 11 12 13 14  Mark 2009.
26. 1 2  Mark 2014.
27. 1 2  "Wall panel; relief British Museum". The British Museum (بالإنجليزية). Archived from the original on 2021-11-05.
28. 1 2  Radner 2003، صفحات 176–177.
29. ↑  Pritchard, James B. (2016). Ancient Near Eastern Texts Relating to the Old Testament with Supplement (بالإنجليزية). Princeton University Press. p. 294. ISBN:978-1-4008-8276-2. Archived from the original on 2021-06-03.
30. ↑  "Wall panel; relief British Museum". The British Museum (بالإنجليزية). Archived from the original on 2021-01-27.
31. 1 2  Carter & Stolper 1984، صفحة 50.
32. ↑  Maspero، G. (Gaston)؛ Sayce، A. H. (Archibald Henry)؛ McClure، M. L. (1903). History of Egypt, Chaldea, Syria, Babylonia and Assyria. London : Grolier Society. مؤرشف من الأصل في 2016-10-22.
33. ↑  Maspero، G. (Gaston)؛ Sayce، A. H. (Archibald Henry)؛ McClure، M. L. (1903). History of Egypt, Chaldea, Syria, Babylonia and Assyria. London : Grolier Society. ص. 427. مؤرشف من الأصل في 2016-10-22.
34. ↑  Ahmed 2018، صفحة 79.
35. ↑  Luckenbill 1927، صفحات 299–300.
36. ↑  Luckenbill 1927، صفحة 300.
37. 1 2 3 4  Delaunay 1987، صفحات 805–806.
38. ↑  "Wall panel; relief British Museum". The British Museum (بالإنجليزية). Archived from the original on 2021-11-05.
39. ↑  Ahmed 2018، صفحة 88.
40. ↑  Ahmed 2018، صفحة 90.
41. ↑  Ahmed 2018، صفحة 91.
42. ↑  Luckenbill 1927، صفحة 301.
43. ↑  Ahmed 2018، صفحة 93.
44. ↑  Johns 1913، صفحات 124–125.
45. ↑  Zaia 2019، صفحة 21.
46. ↑  Luckenbill 1927، صفحات 303–304.
47. ↑  Na’aman 1991، صفحة 254.
48. ↑  "Wall panel; relief British Museum". The British Museum (بالإنجليزية). Archived from the original on 2020-10-27.
49. 1 2  Carter & Stolper 1984، صفحة 51.
50. 1 2  Carter & Stolper 1984، صفحة 52.
51. ↑  "Wall panel; relief British Museum". The British Museum (بالإنجليزية). Archived from the original on 2020-11-29.
52. ↑  Carter & Stolper 1984، صفحات 52–53.
53. 1 2  "Wall panel; relief British Museum". The British Museum (بالإنجليزية). Archived from the original on 2020-10-28.
54. ↑  Gerardi 1992، صفحات 67–74.
55. ↑  Gerardi 1992، صفحات 79–81.
56. ↑  Gerardi 1992، صفحات 83–86.
57. ↑  Gerardi 1992، صفحات 89–94.
58. ↑  Ahmed 2018، صفحة 121.
59. ↑  Reade 1970، صفحة 1.
60. 1 2  Reade 1998، صفحة 263.
61. ↑  Na’aman 1991، صفحة 246.
62. ↑  Na’aman 1991، صفحة 250.
63. ↑  "Wall panel; relief British Museum". The British Museum (بالإنجليزية). Archived from the original on 2020-10-27.
64. ↑  British Museum notice in 2018 temporary exhibit "I am Ashurbanipal king of the world, king of Assyria" نسخة محفوظة 2021-12-18 على موقع واي باك مشين.
65. ↑  Na’aman 1991، صفحات 251–252.
66. ↑  "Wall panel; relief British Museum". The British Museum (بالإنجليزية). Archived from the original on 2021-04-04.
67. ↑  Collins 2004، صفحة 1.
68. ↑  Kertai 2013، صفحة 118.
69. ↑  Kertai 2013، صفحة 119.
70. ↑  Na’aman 1991، صفحة 248.
71. ↑  Tallqvist 1914، صفحة 201.
72. 1 2  Frahm 1999، صفحة 322.
73. ↑  Na’aman 1991، صفحة 255.
74. ↑  Teppo 2007، صفحة 388.
75. ↑  Dalley 2003، صفحة 177.
76. ↑  Dick 2004، صفحة 15.
77. ↑  Chandler & Fox 2013، صفحة 362.
78. 1 2  Delaunay 1987، صفحات 805-806.
79. ↑  Budge 1880، صفحة xii.
80. ↑  Novotny & Singletary 2009، صفحة 171.
81. ↑  Ashrafian 2011، صفحات 47–49.
82. ↑  Introducing the Assyrians.
83. ↑  Assurbanipal Abluting Harpies.
84. ↑  Fernandez 1987.
85. ↑  Nardo 2012، صفحة 88.
86. ↑  Pitts 2013.
87. 1 2  Luckenbill 1927، صفحة 323.
88. ↑  Luckenbill 1927، صفحة 356.
89. ↑  Luckenbill 1927، صفحة 369.

### فهرس
- Ahmed، Sami Said (2018). Southern Mesopotamia in the time of Ashurbanipal. The Hague: Walter de Gruyter GmbH & Co KG. ISBN:978-3111033587. مؤرشف من الأصل في 2022-09-20.
- Ashrafian، H. (2011). "An extinct Mesopotamian lion subspecies". Veterinary Heritage. ج. 34 ع. 2: 47–49.
- Budge، Ernest A. (2007) [1880]. The History of Esarhaddon. Oxford: Routledge. ISBN:978-1136373213. مؤرشف من الأصل في 2021-12-14.
- Carter، Elizabeth؛ Stolper، Matthew W. (1984). Elam: Surveys of Political History and Archaeology. Los Angeles: University of California Press. ISBN:978-0520099500. مؤرشف من الأصل في 2022-03-26.
- Chandler، Tertius؛ Fox، Gerald (2013) [1974]. 3000 Years of Urban Growth. New York: Elsevier. ISBN:978-1483248899. مؤرشف من الأصل في 2022-04-07.
- Collins، Paul (2004). "The Symbolic Landscape of Ashurbanipal". Notes in the History of Art. ج. 23 ع. 3: 1–6. DOI:10.1086/sou.23.3.23206845. S2CID:192520014.
- Dalley، Stephanie (2003). "The Hanging Gardens of Babylon?". Herodotus and His World: Essays from a Conference in Memory of George Forrest. Oxford: Oxford University Press. ISBN:978-0199253746.
- Delaunay، J. A. (1987). "AŠŠURBANIPAL". في Yarshater، Ehsan (المحرر). Encyclopædia Iranica, Volume II: Anāmaka–Āṯār al-Wozarāʾ. London and New York: Routledge & Kegan Paul. ص. 805–806. ISBN:978-0-71009-110-9.
- Dick، Michael B. (2004). ""David's Rise to Power" and the Neo-Babylonian Succession Apologies". David and Zion: Biblical Studies in Honor of J.J.M. Roberts. Winona Lake: Eisenbrauns. ISBN:978-1575060927.
- Finkel، Irving (2013). The Cyrus Cylinder: The Great Persian Edict from Babylon. New York: Bloomsbury Publishing. ISBN:978-1780760636. مؤرشف من الأصل في 2022-09-22.
- Frahm، Eckhart (1999). "Kabale und Liebe: Die königliche Familie am Hof zu Ninive". Von Babylon bis Jerusalem: Die Welt der altorientalischen Königsstädte. Reiss-Museum Mannheim.
- Gerardi، Pamela (1992). "The Arab Campaigns of Aššurbanipal: Scribal Reconstruction of the Past" (PDF). State Archives of Assyria Bulletin. ج. 6 ع. 2: 67–103. مؤرشف من الأصل (PDF) في 2022-10-06.
- Johns، C. H. W. (1913). Ancient Babylonia. Cambridge: Cambridge University Press. ص. 124. OCLC:1027304. مؤرشف من الأصل في 2022-04-07. Shamash-shum-ukin.
- Kertai، David (2013). "The Queens of the Neo-Assyrian Empire". Altorientalische Forschungen. ج. 40 ع. 1: 108–124. DOI:10.1524/aof.2013.0006. S2CID:163392326. مؤرشف من الأصل في 2023-02-07.
- Lipschits، Oled (2005). The Fall and Rise of Jerusalem: Judah under Babylonian Rule. Winona Lake: Eisenbrauns. ISBN:978-1575060958. مؤرشف من الأصل في 2022-09-22.
- Luckenbill، Daniel David (1927). Ancient Records of Assyria and Babylonia Volume 2: Historical Records of Assyria From Sargon to the End. Chicago: University of Chicago Press. OCLC:926853184. مؤرشف من الأصل في 2022-09-22.
- Miller، Douglas B.؛ Shipp، R. Mark (1996) [1886]. An Akkadian Handbook: Paradigms, Helps, Glossary, Logograms, and Sign List. Winona Lake: Eisenbrauns. ISBN:978-0931464867. مؤرشف من الأصل في 2022-12-08.
- Na’aman، Nadav (1991). "Chronology and History in the Late Assyrian Empire (631–619 B.C.)". Zeitschrift für Assyriologie. ج. 81 ع. 1–2: 243–267. DOI:10.1515/zava.1991.81.1-2.243. S2CID:159785150. مؤرشف من الأصل في 2022-09-20.
- Nardo، Don (2012). Babylonian Mythology. Greenhaven Publishing. ASIN:B00MMP7YC8.
- Novotny، Jamie؛ Singletary، Jennifer (2009). "Family Ties: Assurbanipal's Family Revisited". Studia Orientalia Electronica. ج. 106: 167–177. مؤرشف من الأصل في 2022-09-22.
- Price، Robert M. (2001). Nameless Cults: The Cthulhu Mythos Fiction of Robert E. Howard. Ann Arbor: Chaosium. ISBN:978-1568821306.
- Radner، Karen (2003). "The Trials of Esarhaddon: The Conspiracy of 670 BC". ISIMU: Revista sobre Oriente Próximo y Egipto en la antigüedad. Universidad Autónoma de Madrid. ج. 6: 165–183. مؤرشف من الأصل في 2022-09-22.
- Reade، J. E. (1970). "The Accession of Sinsharishkun". Journal of Cuneiform Studies. ج. 23 ع. 1: 1–9. DOI:10.2307/1359277. JSTOR:1359277. S2CID:159764447.
- Reade، J. E. (1998). "Assyrian eponyms, kings and pretenders, 648–605 BC". Orientalia (NOVA Series). ج. 67 ع. 2: 255–265. JSTOR:43076393.
- Tallqvist، Knut Leonard (1914). Assyrian Personal Names (PDF). Leipzig: August Pries. OCLC:6057301. مؤرشف من الأصل (PDF) في 2022-10-12.
- Zaia، Shana (2019). "My Brother's Keeper: Assurbanipal versus Šamaš-šuma-ukīn" (PDF). Journal of Ancient Near Eastern History. ج. 6 ع. 1: 19–52. DOI:10.1515/janeh-2018-2001. hdl:10138/303983. S2CID:165318561. مؤرشف من الأصل (PDF) في 2022-10-16.

### مَصادِر الويب
- "Ashurbanipal". Encyclopaedia Britannica. مؤرشف من الأصل في 2023-02-17. اطلع عليه بتاريخ 2019-11-28.
- "Assurbanipal Abluting Harpies". The Israel Museum, Jerusalem. مؤرشف من الأصل في 2022-09-20. اطلع عليه بتاريخ 2019-12-05.
- Mark، Joshua J. (2009). "Ashurbanipal". موسوعة تاريخ العالم  [لغات أخرى]‏. مؤرشف من الأصل في 2023-02-21. اطلع عليه بتاريخ 2019-11-28.{{استشهاد ويب}}:  صيانة الاستشهاد: علامات ترقيم زائدة (link)
- Mark، Joshua J. (2014). "Esarhaddon". موسوعة تاريخ العالم  [لغات أخرى]‏. مؤرشف من الأصل في 2023-02-21. اطلع عليه بتاريخ 2019-11-23.{{استشهاد ويب}}:  صيانة الاستشهاد: علامات ترقيم زائدة (link)
- "Introducing the Assyrians". The British Museum. 19 يونيو 2018. مؤرشف من الأصل في 2023-01-24. اطلع عليه بتاريخ 2019-12-05.
- "Who was Ashurbanipal?". The British Museum. 19 يونيو 2018. مؤرشف من الأصل في 2022-09-22. اطلع عليه بتاريخ 2019-11-28.

### مَصادٍر الأخبار
- Fernandez، Elizabeth (31 ديسمبر 1987). "Statue of Assyrian king in skirt stirs controversy". The Telegraph. مؤرشف من الأصل في 2022-11-03. اطلع عليه بتاريخ 2019-12-05.
- Pitts، Russ (27 يونيو 2013). "Knowing history: Behind Civ 5's Brave New World". Polygon. مؤرشف من الأصل في 2022-09-22. اطلع عليه بتاريخ 2019-12-05.